# Albánie
Albánie (albánsky Shqipëri nebo Shqipëria), plným názvem Albánská republika (albánsky Republika e Shqipërisë) je stát v jihovýchodní Evropě. Leží na Balkáně na pobřeží Jaderského a Jónského moře a na pevnině sousedí s Černou Horou na severozápadě, s Kosovem na severovýchodě, se Severní Makedonií na východě a Řeckem na jihu. Albánská krajina zahrnuje jak členité pohoří Prokletije, pohoří Korab, tak úrodné nížinné roviny táhnoucí se od pobřeží moře. Dělí se na 12 krajů, na ploše asi 29 000 km² žije 2,4 milionu obyvatel. Hlavním a největším městem země je Tirana, následují Drač (Durrës), Vlora, Elbasan a Skadar. Drtivou většinu obyvatelstva tvoří etničtí Albánci, úředním jazykem je albánština; 48 % obyvatel vyznává islám, 8 % jsou římští katolíci a 7 % pravoslavní.
Ve starověku osídlili Ilyrové severní a centrální oblasti Albánie, zatímco Epiroté žili na jihu. Na pobřeží bylo založeno několik významných řeckých kolonií. Ve 2. století př. n. l. byl region připojen k Římské republice a po rozdělení Římské říše se stal součástí Byzantské říše. První známé albánské autonomní knížectví – Arbešské knížectví – vzniklo ve 12. století. Albánské království, Albánské knížectví a Benátská Albánie vznikly mezi 13. a 15. stoletím v různých částech země spolu s dalšími albánskými knížectvími a politickými celky. Koncem 15. století se Albánie stala součástí Osmanské říše, a to až do roku 1912, kdy byl vyhlášen nezávislý moderní albánský stát. V roce 1939 bylo Albánské království napadeno Itálií a stalo se Velkou Albánií, která se během druhé světové války stala protektorátem nacistického Německa. Po válce vznikla Albánská socialistická lidová republika, která trvala až do revolucí v roce 1991, které skončily pádem komunismu v Albánii a nakonec vznikem současné Albánské republiky.
Albánie je unitární parlamentní republika s prezidentem jako ceremoniální hlavou státu, zákonodárným orgánem je jednokomorový parlament. Patří mezi rozvojové země, v indexu lidského rozvoje je na 67. místě na světě, její ekonomice s vyšším středním příjmem dominuje sektor služeb, následovaný zpracovatelským průmyslem. Po pádu komunismu v roce 1990 prošla Albánie procesem přechodu od centralizovaného plánování k tržnímu hospodářství. Svým občanům poskytuje sociální zabezpečení, všeobecný systém zdravotní péče a bezplatné základní a střední vzdělání. Albánie je členem Organizace spojených národů, Světové banky,  Severoatlantické aliance, Světové obchodní organizace, Rady Evropy, Organizace pro bezpečnost a spolupráci v Evropě, Organizace islámské spolupráce a UNESCO. Od roku 2014 je oficiálním kandidátem na členství v Evropské unii. Je jedním ze zakládajících členů Energetického společenství pro jihovýchodní Evropu, Organizace pro černomořskou hospodářskou spolupráci a Unie pro Středomoří.

## Název
Historický původ názvu „Albánie“ lze vysledovat až do středověké latiny, přičemž se předpokládá, že jeho základ je spojen s ilyrským kmenem Albánců. Tato souvislost získává další podporu v díle starořeckého geografa Klaudia Ptolemaia z 2. století n. l., kam zahrnul sídlo Albanopolis ležící severovýchodně od Drače. Přítomnost středověkého osídlení s názvem Albanon nebo Arbanon naznačuje možnost historické kontinuity. Přesný vztah mezi těmito historickými zmínkami a otázka, zda Albanopolis bylo synonymem pro Albanon, však zůstává předmětem vědeckých debat.
Byzantský historik Michael Attaleiates ve svém historickém popisu z 11. století uvádí nejstarší nezpochybnitelnou zmínku o Albáncích, když se zmiňuje o tom, že se v roce 1079 zúčastnili povstání proti Konstantinopoli. Kromě toho označil Arbanity za poddané pod vládou vévody z Dyrrachia. Ve středověku se Albánie označovala jako Arbëri nebo Arbëni, její obyvatelé se označovali jako Arbëreshë nebo Arbëneshë. Albánci používají při označování svého národa výrazy Shqipëri nebo Shqipëria, což jsou označení, jejichž historický původ sahá až do 14. století, avšak teprve na přelomu 17. a 18. století tyto výrazy postupně mezi Albánci vytlačily Arbëria a Arbëreshë, tyto dva výrazy jsou obecně vykládány jako symboly „Dětí orlů“ a „Země orlů“.

## Dějiny

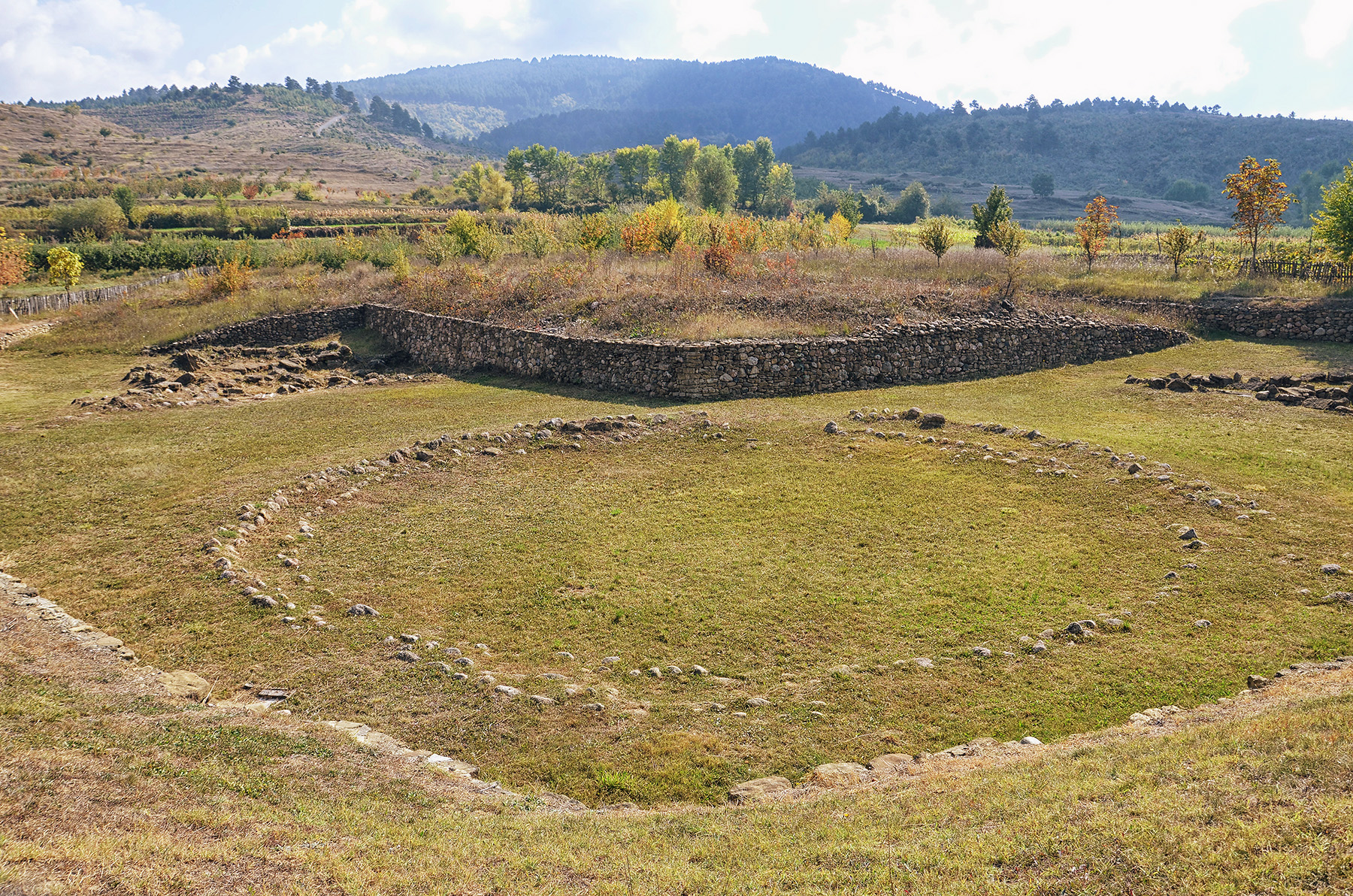
Mohylové pohřebiště v Kamenici (dnes součást města Korçë)

Důkazy o paleolitické populaci neandrtálců na území Albánie byly objeveny na jihu země v Xarrë (v kraji Vlora) a v jejím středu, nedaleko Tirany, v pohoří Dajti. Mezi objevené předměty v jeskyni poblíž Xarrë patří nástroje z pazourku a jaspisu, zatímco v Dajti šlo o kostěné a kamenné nástroje podobné těm z aurignacienské kultury. Ve střední a jižní Albánii bylo nalezeno také mnoho artefaktů z doby železné a bronzové, poblíž mohylových pohřebišť.

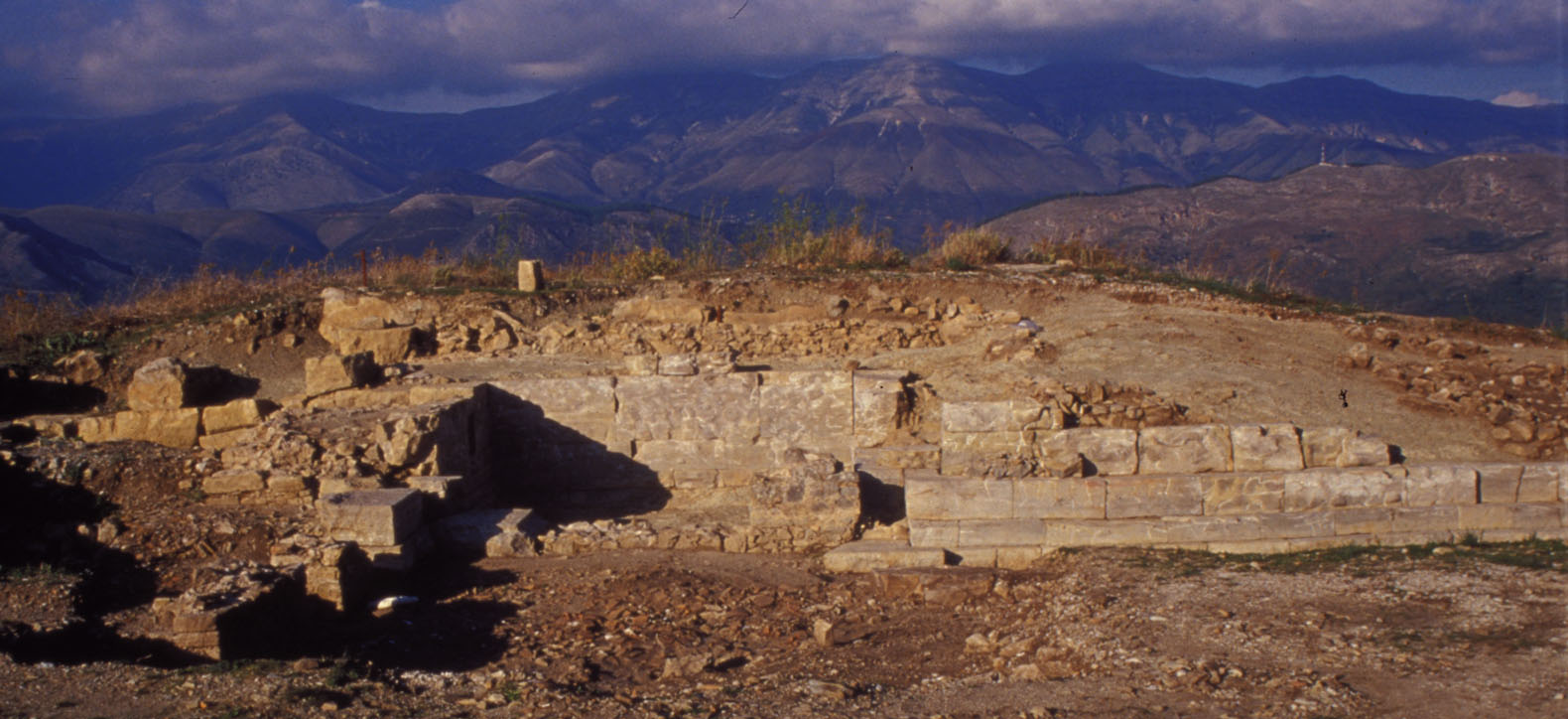
Ruiny Foiniké

Archeologové došli k závěru, že tyto oblasti byly osídleny od poloviny třetího tisíciletí před naším letopočtem indoevropskými lidmi, kteří mluvili protořeckým jazykem. Část této historické populace se později kolem roku 1600 př. n. l. přestěhovala do Mykén, kde založila mykénskou civilizaci. Dalším starořecky mluvícím kmenem byli Chaoniané na jihu dnešní Albánie, ti vybudovali město Foiniké (dnešní Finiq). Jejich území se později stalo součástí Epiru, důležitého antického království, jež ovlivňovalo i starořecké dějiny.

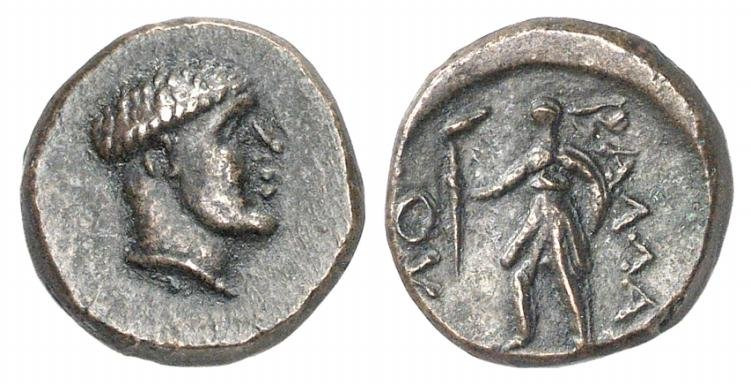
Mince s vyobrazením Ballaiose, vládce kmene Ardiaei v letech 260-230 př. n. l.

Dalším z příchozích kmenů byli Thrákové, kteří se usadili zejména na západě země. Důležitou skupinou kmenů pro albánskou etnogenezi pak byli Ilyrové, kteří se na albánském území začali objevovat kolem roku 2000 př. n. l.. Byli to lidé mluvící indoevropským jazykem. Ilyrský kmen Albanoi dal zemi její dnešní název. Ovšem jen pro svět, v Albánii samotné převládá označení Shqipëria, které bylo odvozeno od slovesa mluvit či "mluvit jasně, srozumitelně". Nejdůležitější ilyrský kmen, který ovládal většinu dnešní Albánie, se však nazýval Ardiaei. K nejvýznamnějším ilyrským památkám v Albánii patří ruiny města Byllis. 

### Antika

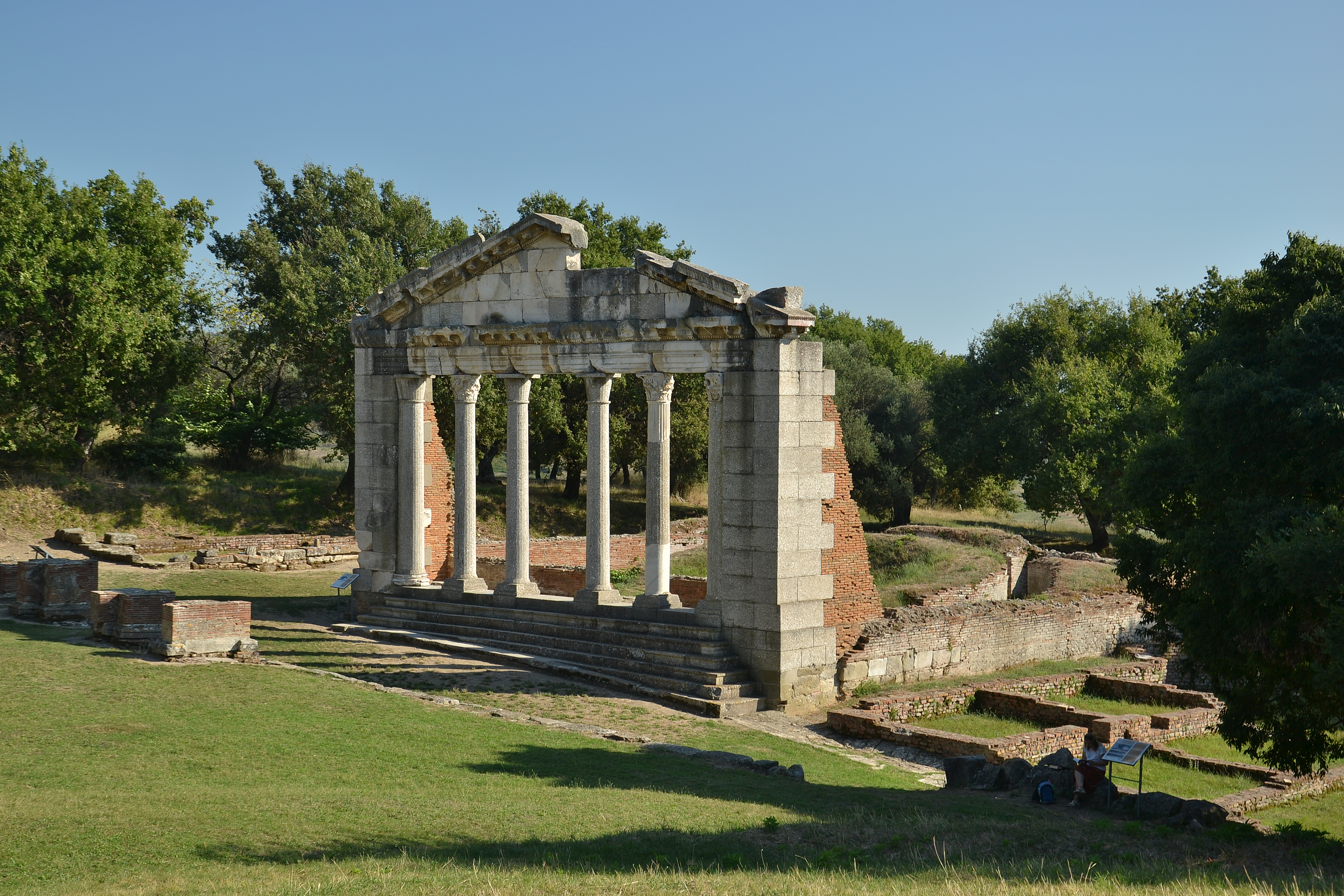
Pozůstatky Apollonie

Starověké antické zdroje často hovoří o oblasti dnešní Albánie jako o Ilýrii. Je ovšem sporné, zda šlo skutečně o státní útvar, ilyrské kmeny se patrně nikdy zcela nesjednotily. Ilyrské území nakonec začali kolonizovat zhruba v 7. století př. n. l. Řekové. Z této doby například pochází Butrint, město na jihu země. Dnes je památkou UNESCO. Další významnou řeckou osadou na území dnešní Albánie byla Apollonia, na jejíž akademii studoval i císař Augustus. Řekové v takových osadách vytvářely uzavřenou oligarchii (jak si povšiml i Aristotelés ve své Politice), která ovládala většinové a původní ilyrské obyvatelstvo (v případě Apollonie to byl ilyrský kmen Taulantů). Další z řeckých kolonií byl Epidamnos (Římany nazývaný Dyrrachium, dnes Drač). Thúkydidés vnitřní spory v Epidamnu označil za příčinu peloponéské války.

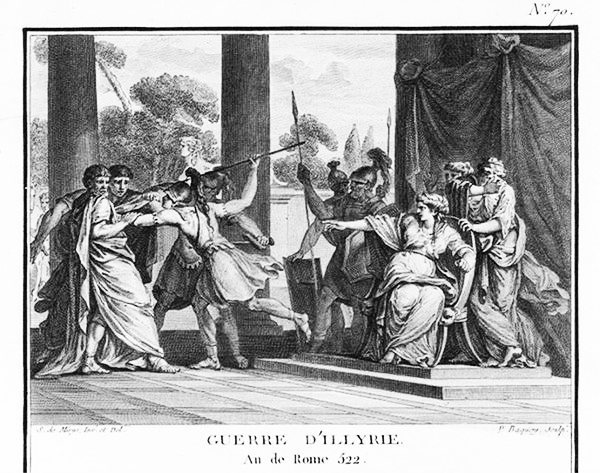
Královna Teuta nařizuje popravu římských vyslanců

Řekové Ilyry silně ovlivnili, nikdy je však zcela neovládli. Zejména Ardiaeiové, s hlavním městem ve Skadaru, si udržovali nezávislost a jejich král Agron a jeho manželka Teuta, jež vládla po jeho smrti, vytvořili silný stát, který se nadechoval k mohutné expanzi. Ta však narazila na moc Říma, který vyhlásil království Ardiaeiů roku 229 př. n. l. válku, pod záminkou, že podporuje pirátství. Tím začaly tzv. ilyrské války. Skončily roku 167 př. n. l., kdy Římané porazili a uvěznili posledního nezávislého ardiaeiského krále Gentia. Tím byl dokončen římský zábor ilyrského, tedy dnešního albánského území.

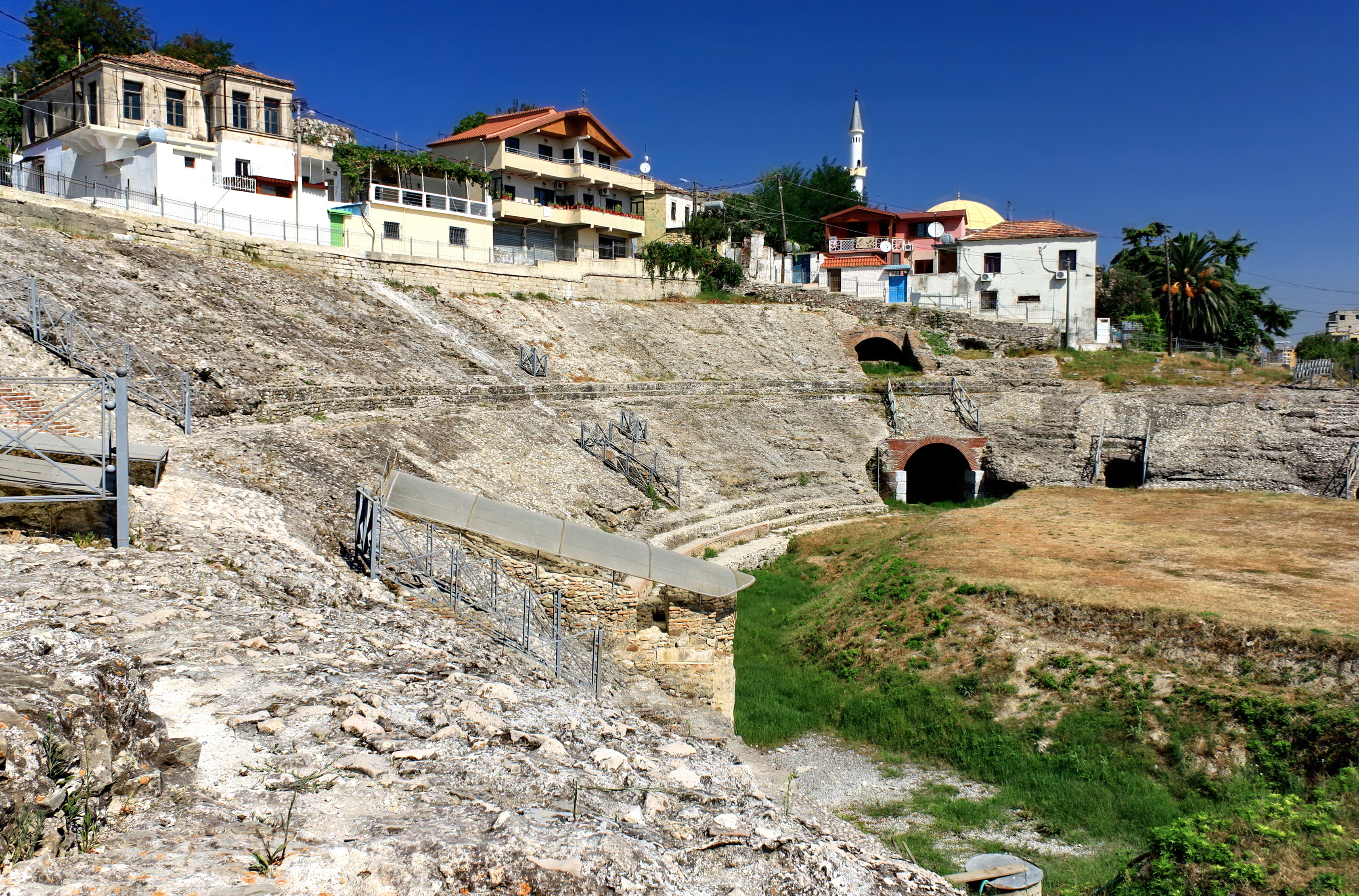
Římský amfiteátr v Drači

Římská říše umožnila na území dnešní Albánie rozvoj a potlačila meziklanové spory. Vznikly přístavy, mnohé pevnosti, akvadukty a silnice Via Egnatia. Římané dnešní albánské území zahrnuli do několika provincií: Ilyrica, Dalmácie, Makedonie, Moesie i Epiru. V pozdějších dobách to pak byly Horní Moesie a v roce 284 pak provincie Praevalitana, jejímž hlavním městem byla Scodra (dnešní Skadar).
Na konci 4. století se do země rozšířilo křesťanství. Po rozdělení Římské říše Albánie spadala pod Východořímskou, neboli Byzantskou říši. Její součástí zůstala až do roku 1204. Vymizení ilyrské etnické identity zůstává nevyjasněnou otázkou, patrně souvisí se slovanskými invazemi do oblasti v 6. a 7. století. Právě ze 7. století pochází poslední písemná zmínka o Ilyrech.

### Středověká knížectví

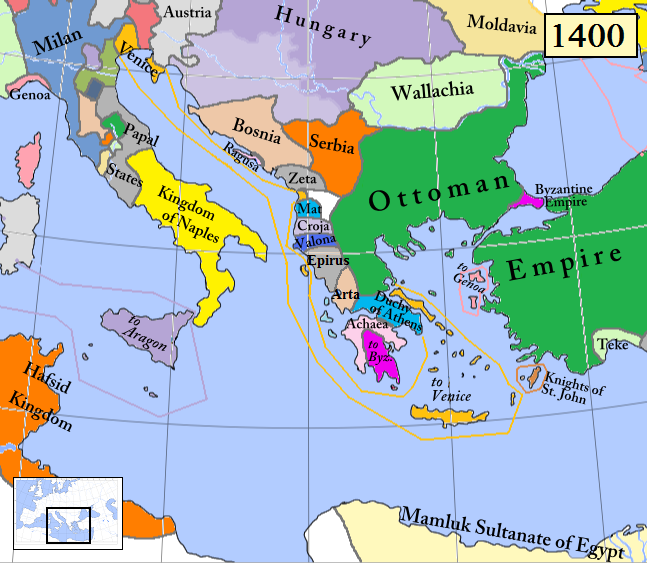
Albánská knížectví ve 14. století

Byzantinský vliv ohrožovalo Bulharsko, a později další státy, hlavně ze severu Raška, Zeta a Benátská republika. Z roku 1079 pochází první písemná zmínka o Albáncích, v díle byzantského kronikáře Michaela Attaleiatese. Velké křesťanské schizma rozštěpilo v 11. století i Albánii, sever se stal katolickým, jih pravoslavným.

Prapor Arbešského knížectví

Na přelomu 12. a 13. století vznikl první albánský státní útvar, bylo jím Arbešské knížectví. Jeho prvním vládcem byl archont Progon, střediskem město Kruja. Stát existoval 65 let, než se musel podrobit Epirskému despotátu.

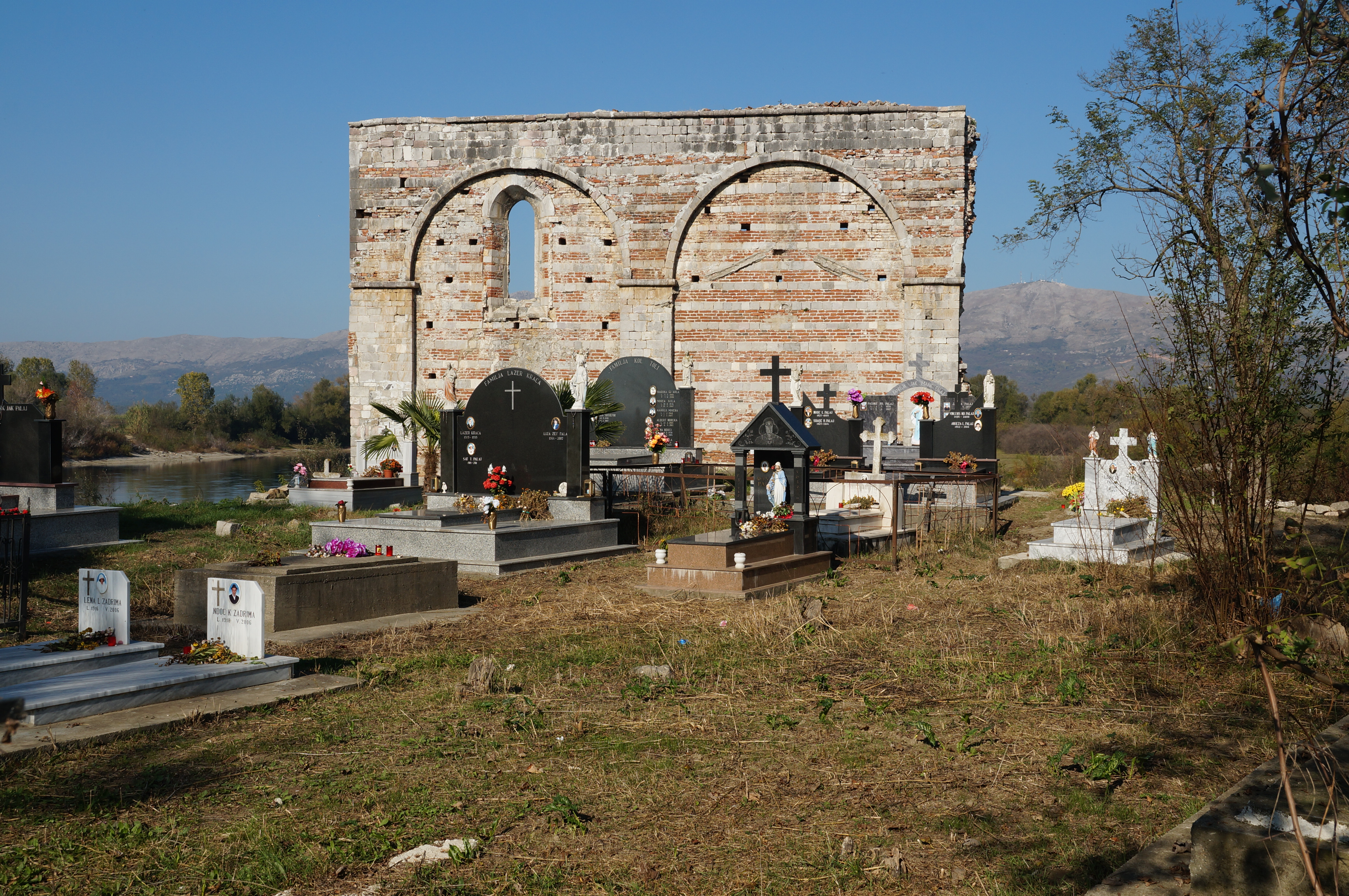
Ruiny kláštera Shirgj, který nechala postavit Helena z Anjou

Několik let po rozpadu Arbašského knížectví uzavřel francouzský a sicilský král Karel z Anjou, v součinnosti s papežem, dohodu s albánskými vládci a slíbil, že bude chránit jejich starověké svobody. V roce 1272 tak založil Albánské království a dobyl pro něj území na úkor Epirského despotátu. Následně bylo v zemi velmi šířeno katolictví, zejména díky Karlově sestřenici Heleně z Anjou, za jejíž vlády bylo postaveno kolem 30 katolických kostelů a klášterů především v severní Albánii.
Ve 14. až 15. století držela pás albánského pobřeží Benátská republika (tzv. Benátská Albánie).
Do své Srbské říše území nakrátko začlenil Štěpán Dušan. Albáncům se pak podařilo založit řadu dalších, menších států, jako byl Artský despotát (1359–1416), Albánské knížectví (1328–1415), Kastriotské knížectví (1389–1444), Knížectví Muzaka (1280–1417, 1444-1450) nebo Dukagjinské knížectví (1387–1444).
Neustálé válčení způsobilo rozsáhlé migrace obyvatelstva, které utíkalo buď na jih země, nebo na Apeninský poloostrov.

### Osmanská nadvláda

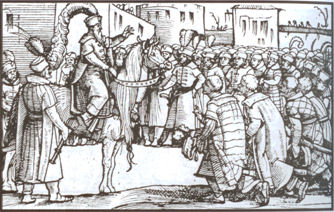
Skanderbeg

Ve 20. až 30. letech 15. století začali postupně zemi ovládat Osmané, v roce 1431 obsadili většinu Albánie. Tisíce Albánců následně uprchly do západní Evropy, zejména do Kalábrie, Neapole, Ragusy a na Sicílii, jiní hledali ochranu v nepřístupných albánských horách. Proti Osmanům se postavila Lezhská liga vedená Gjergjem Kastriotim Skanderbegem, který dokázal na 20 let jejich vliv dočasně odstranit. Stal se tak legendou a klíčovou figurou, k níž se vztahuje moderní albánský nacionalismus.

Osmané v Albánii ale nakonec vládli dalších pět století. Vytlačili křesťanství do hor a zavedli islám i vlastní kulturu. Katolíci konvertovali ve většině v 17. století, pravoslavní v osmnáctém. Obchod pomohli rozhýbat Židé vyhnaní ze Španělska, jimž Osmané dovolili se v Albánii usadit – zejména město Vlora se stalo prosperujícím obchodním centrem. Dlouhodobě však osmanský systém znamenal úpadek – zatímco v 19. století docházelo v okolní Evropě k rozvoji, Albánie se stala zaostalou zemí s vysokým podílem negramotnosti (téměř všechny ženy byly nevzdělané) a skoro žádným průmyslem.

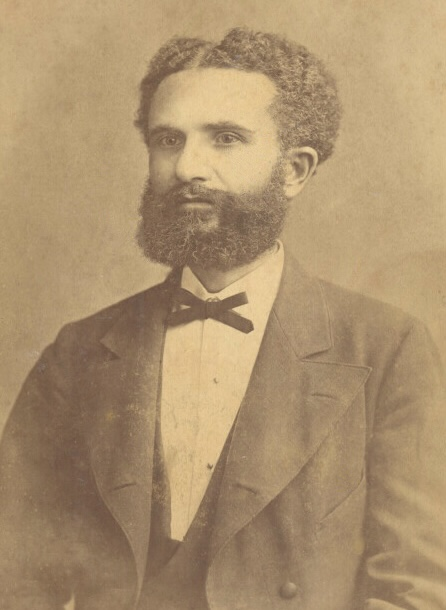
Abdyl Frashëri

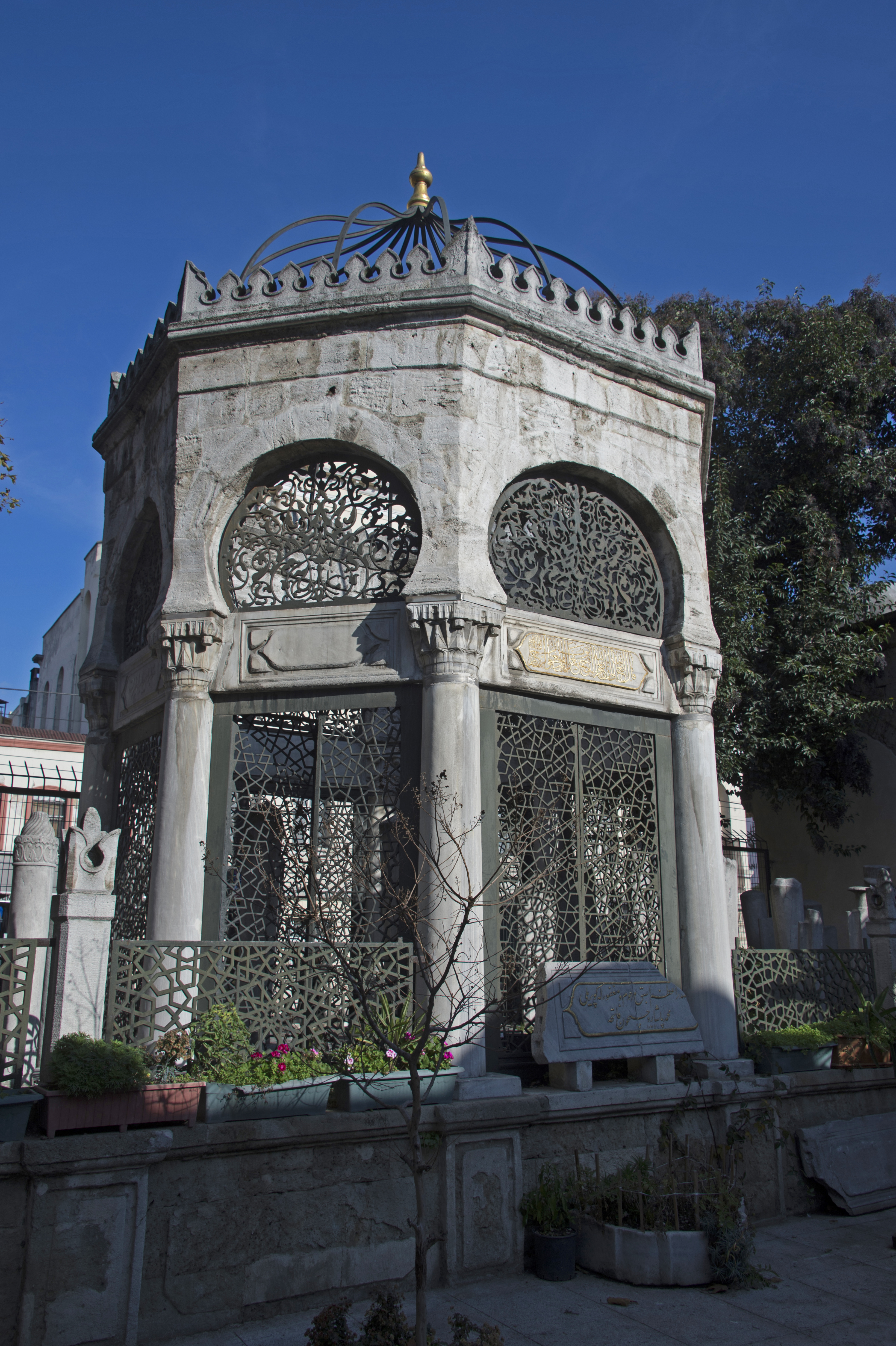
Hrobka rodu Köprülü

Někteří Albánci v osmanském režimu dosáhli na mocenské pozice. To se týkalo například vlivné rodiny Köprülü, z níž pocházelo šest velkovezírů, včetně Köprülüzade Fazıla Ahmeda nebo Kary Mustafy Pašy. Albánský původ měl pravděpodobně i místokrál Egypta Muhammad Alí Paša. Dva osmanští sultáni, Bájezíd II. a Mehmed III., měli albánské matky.
Proti Osmanské nadvládě propukala různá povstání; mezi lety 1756 a 1831 získal na severu země moc rod Bušatliů. Mezi lety 1787 a 1822 pak jih země ovládl Ali paša janinský. Od 2. poloviny 19. století existovalo albánské národní obrozovací hnutí, někdy zvané Rilindja nebo Rilindja Kombëtare.
Na přelomu 70. a 80. let téhož století vznikla první moderní nacionalistická organizace Prizrenská liga, která pod vedením Abdyla Frashëriho začala požadovat autonomii země. Liga vyhlásila v roce 1881 povstání, které Osmani však potlačili a Frashëriho uvěznili.

### Nezávislost

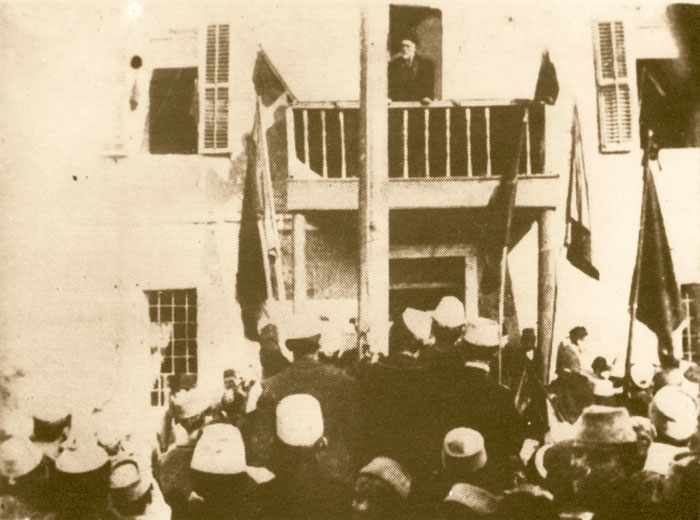
Ismail Kemali ve Vloře roku 1912

V roce 1911 vypuklo albánské povstání s Gerčským memorandem jako programem. Albánie vyhlásila nezávislost 28. listopadu 1912 bezprostředně po první balkánské válce. Vznikla tak tzv. Nezávislá Albánie, její deklaraci nezávislosti sepsal a vyhlásil Ismail Kemali. V Londýně byla 29. července 1913 podepsána mírová smlouva, která Albánii stanovila definitivně jako autonomní, suverénní a dědičné knížectví, jehož existence a neutralita byla garantována šesti velmocemi (Rakousko-Uhersko, Německo, Francie, Itálie, Spojené království a Rusko) a do zvolení knížete měla nejvyšší moc vykonávat Mezinárodní kontrolní komise. Mnoho etnických Albánců ovšem zůstalo za hranicemi nového státu, čímž bylo zaděláno na řadu problémů do budoucna.

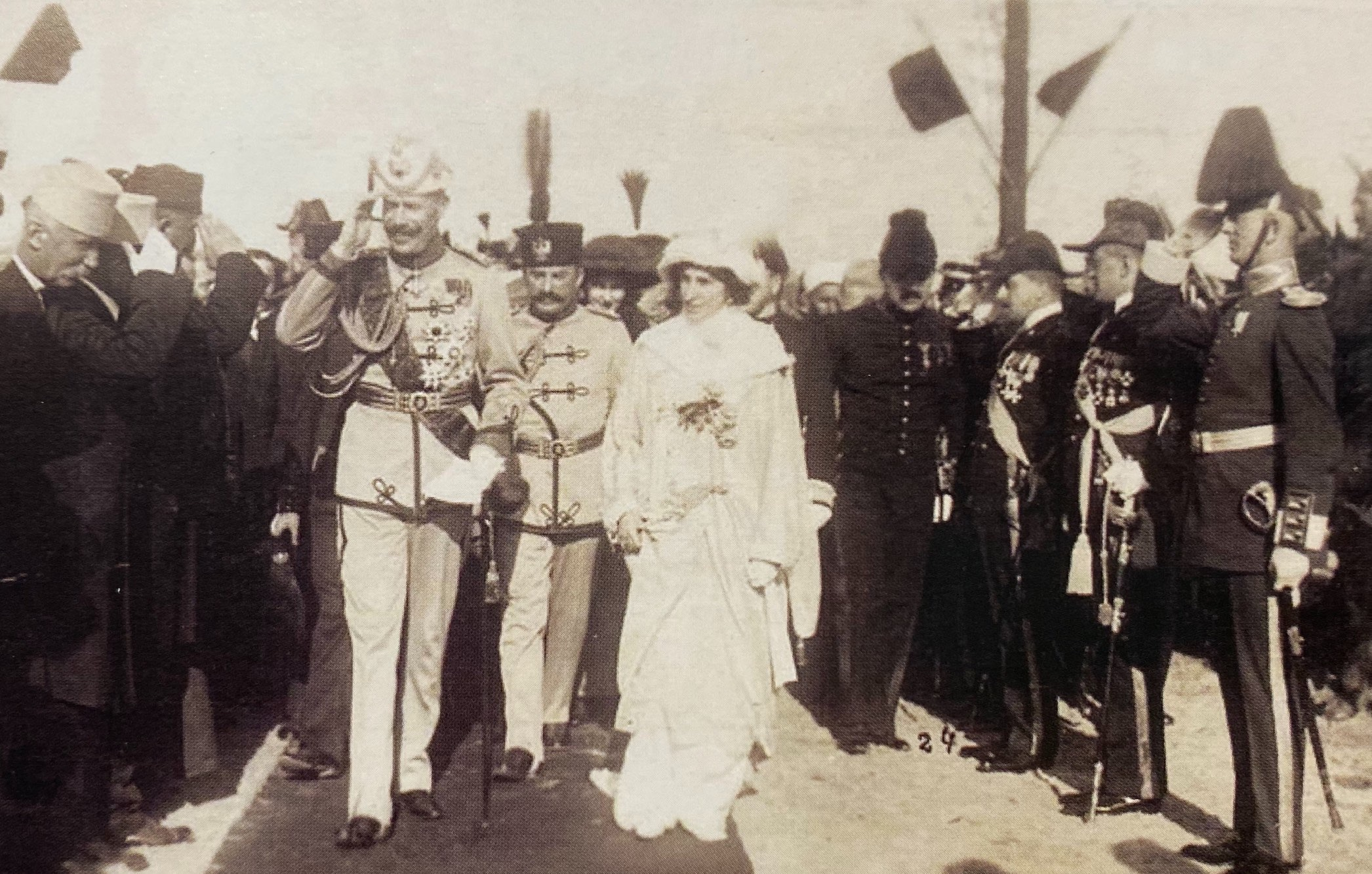
Kníže Vilém a jeho žena Sofie přijíždí roku 1914 do Albánie

Jako zájemci o albánský knížecí trůn se přihlásili např. italský markýz Giovanni Kastriota Skanderbeg d'Auletta, maďarský aristokrat baron Franz Nopcsa nebo španělský šlechtic Don Juan de Alandro Kastrioti y Perez de Velasco, kteří odvozovali svůj původ od hrdinného Skanderbega, neměli však podporu velmocí a tak nepřicházeli v úvahu. Stejně dopadli i kandidáti z Albánie nebo černohorský král Nikola, neuspěli však ani kandidáti velmocí, většinou katolíci. Volba nakonec padla na Wilhelma Wieda z Neuwiedu v Porýní, jehož matkou byla nizozemská princezna a jeho vzdáleným příbuzným byl císař Vilém II. Rozhodujícím faktorem bylo, že byl protestant a tedy přijatelný pro všechny. Wied dorazil do Albánie 7. března 1914 a za své sídelní město si vybral přístav Durrës (Drač).

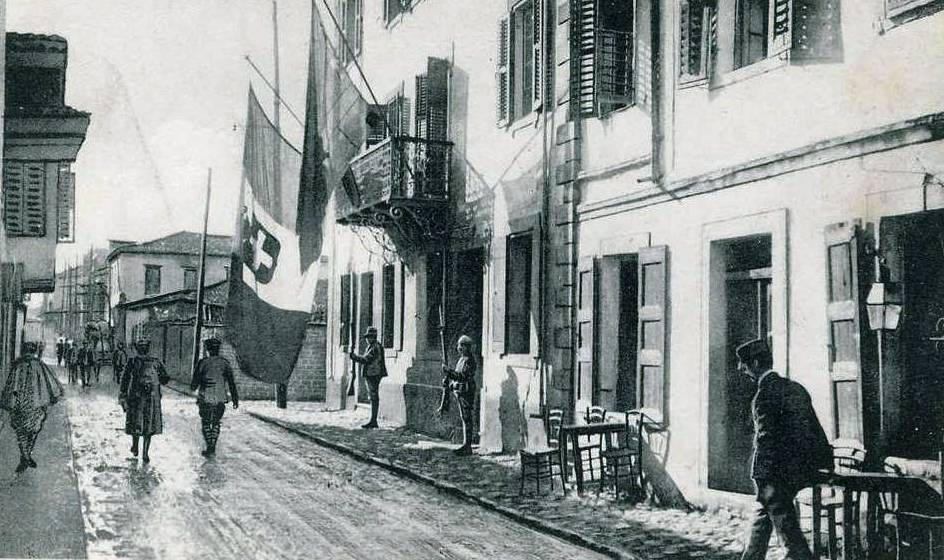
Italští vojáci ve Vloře

Největším problémem první etapy nového státu se stali muslimští proosmanští monarchisté, zejména z venkovských oblastí, kteří zahájili povstání, jež bylo dosti úspěšné. Vzápětí vypukla první světová válka a členové Mezinárodní kontrolní komise jeden po druhém začali i s vojenskými jednotkami opouštět Albánii. Po definitivním odchodu těchto jednotek, nenacházeje jiné východisko, opustil i kníže Vilém Albánii s tím, že neabdikuje a že během jeho dočasné nepřítomnosti „se bude moci lid v klidu rozmyslet a najít pro sebe správnou cestu“. Nastal chaos a vzpoura místních Řeků na jihu země, na niž reagovala invazí Itálie. Vznikl tak italský protektorát. Od roku 1916 se Albánie stala rovněž jedním z bojišť války (v rámci soluňské fronty), většinu území okupovala po dva roky rakousko-uherská armáda.

### Republika a monarchie

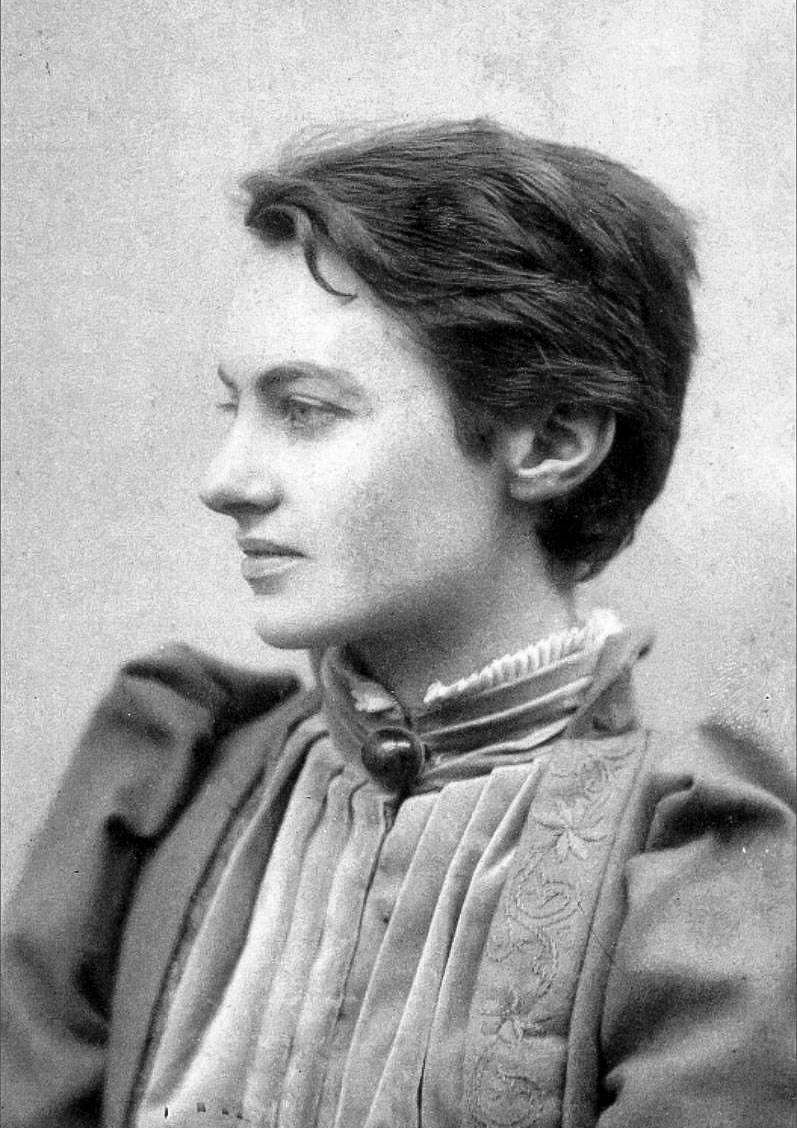
Edith Durhamová

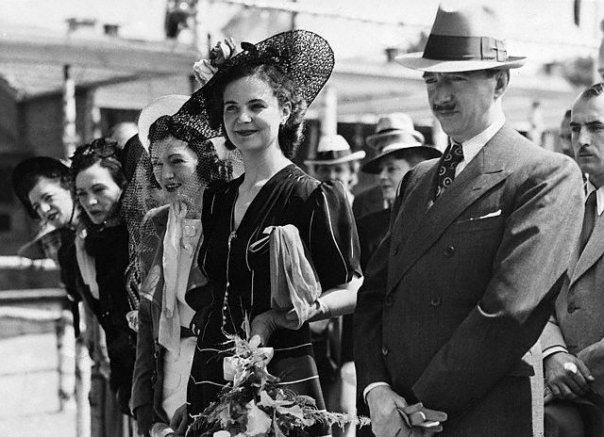
Ahmet Zogu neboli Zog I. roku 1938

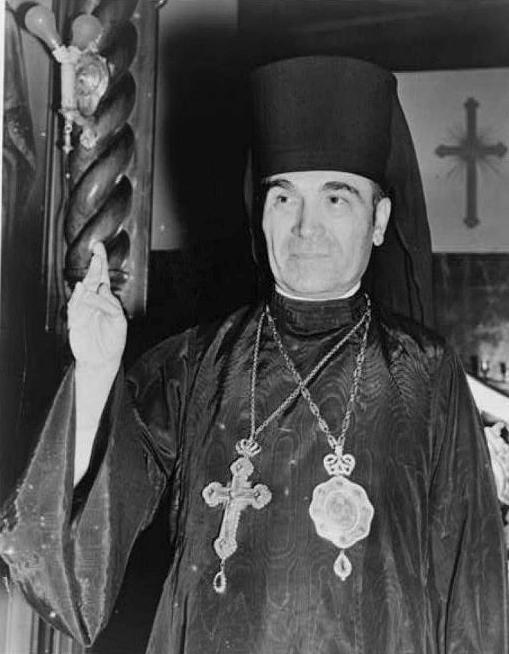
Fan Stilian Noli

Politický zmatek pokračoval i po skončení první světové války. V zemi chyběla jednotná vláda a Albánci měli důvodné obavy, že Itálie, Jugoslávie a Řecko usilují o zničení nezávislosti Albánie. 
Italské síly nadále kontrolovaly oblasti na severu, které okupovaly od roku 1914. Kontrolu nad severní Albánií se snažili převzít i Jugoslávci (viz též Mirditská republika), Řekové zase chtěli ovládnout jižní Albánii (tzv. Severní Epirus). V roce 1918 zdevastovala srbská armáda 150 vesnic v údolí Driny. Zasáhl americký prezident Woodrow Wilson, který zdůraznil svou podporu nezávislosti Albánie uznáním oficiálního albánského zástupce ve Washingtonu a prosadil, aby 17. prosince 1920 Společnost národů přijala Albánii za řádného člena. V Británii lobbovala ve prospěch Albánců známá "královna horalů" Edith Durhamová. Mezitím byla italská armáda vyhnána albánskými dobrovolnickými jednotkami. 

V roce 1920 došlo i k významné změně; hlavní město bylo přesunuto z Drače do Tirany, tehdy malého dvacetitisícového města.
V roce 1924 vypukla revoluce, která vyústila ve zrušení monarchie a vytvoření republiky. Klíčovými postavami nového státu byli Fan Stilian Noli a Ahmet Zogu. Ten byl nejen premiérem v letech 1922–1924 a později prvním prezidentem Albánie (1925–1928), ale nakonec, po vzniku království v roce 1928, se stal i králem a v letech 1928–1939 vládl jako Zog I. 
K jeho dosazení na trůn napomohly jugoslávské síly. Zog se však krátce po začátku své vlády obrátil k Bělehradu zády a začal spolupracovat s Mussolinim. Toto spojenectví (do nějž patřilo též Maďarsko a Bulharsko), které bylo zaměřené právě proti Jugoslávii, mu nakonec překazil vliv evropských mocností.

### Druhá světová válka

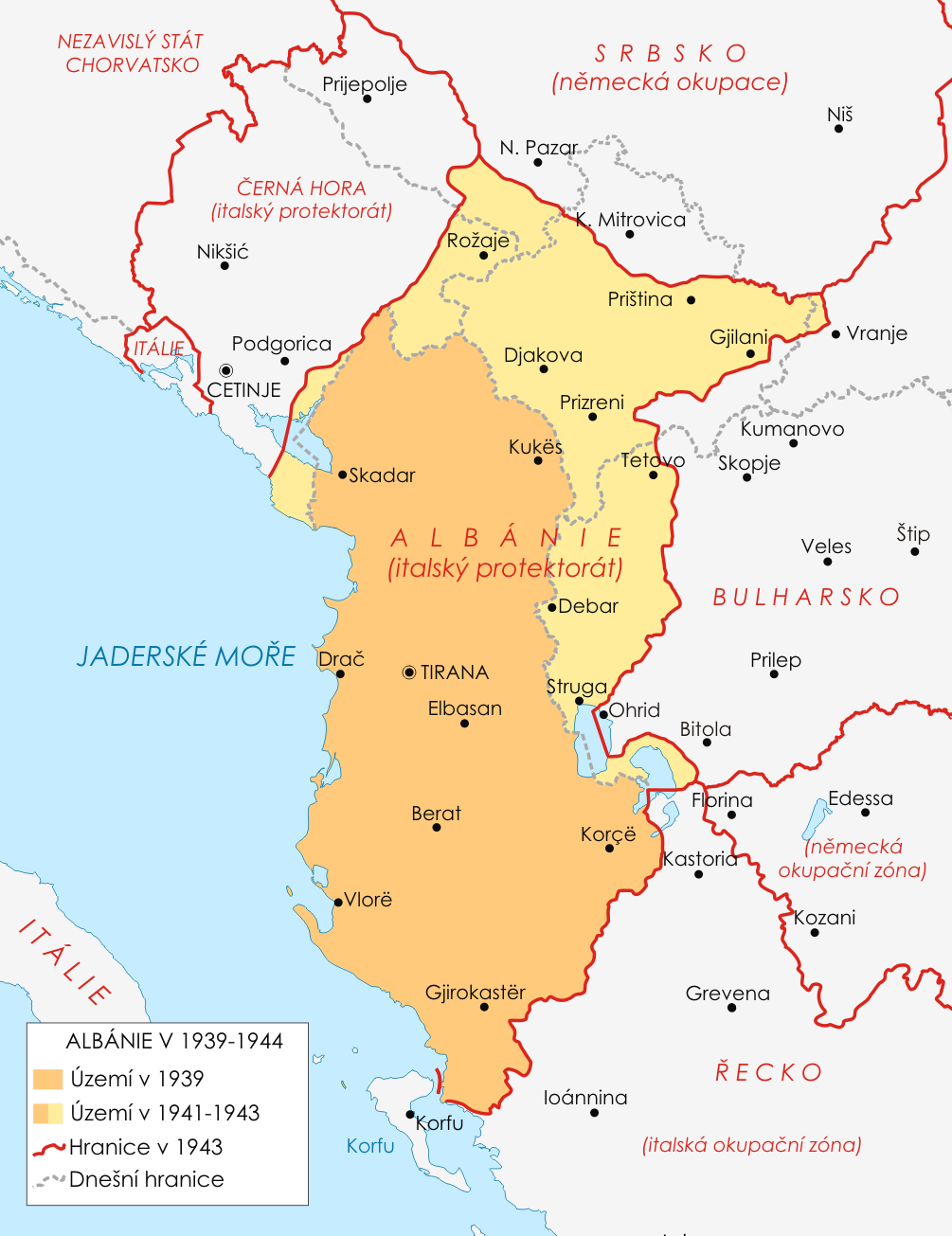
Italský protektorát Albánie

Pouze pět měsíců před začátkem druhé světové války, 7. dubna 1939, Albánii obsadila fašistická Itálie (druhý italský protektorát) a titul albánského krále obdržel od italské vlády král Viktor Emanuel III. V říjnu 1940 sloužila Albánie jako základna pro neúspěšnou italskou invazi do Řecka. Regiony Kosovo a Kamerie byly připojené k Albánii, proto Albánci podporovali Mussoliniho a tolerovali zapojení do loutkového království Viktora Emanuela. Odmítli však podílet se na holokaustu Židů. V Albánii nebyl během války zabit ani jediný Žid a Albánie se stala jedinou evropskou zemí, kde žilo po válce více Židů než před ní. Na pronásledování Židů v Makedonii se nicméně podílela albánská 21. horská divize SS „Skanderbeg“. Spáchala též řadu válečných zločinů na Srbech.

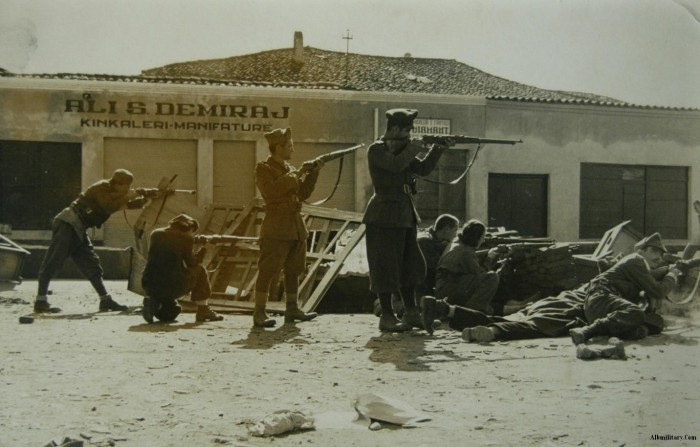
Albánští partyzáni

V září 1943 zemi okupovalo nacistické Německo. K moci se tak dostalo extrémně nacionalistické hnutí Balli Kombëtar, za italské vlády nelegální. Jeho programem bylo uchování Velké Albánie, tedy Albánie v hranicích po připojení Kosova a dalších území. Tím vznikl program novodobého albánského nacionalismu, který není zcela deaktualizován ani dnes a ovlivňuje dosud balkánské dění. Balli Kombëtar nakonec ale nejvíc bojovala s vnitřním nepřítelem, stále sílícími komunistickými partyzány.
Komunistické protifašistické partyzánské hnutí porazilo nacionalisty v průběhu roku 1944. 29. listopadu 1944 pak osvobodilo zemi i od Němců, za cenu zhruba 28 000 padlých. V jeho čele stál Enver Hodža, ten mezi lidmi získal ohromnou oblibu a stal se velkou autoritou. Okamžitě po skončení bojů získala jeho Albánská strana práce (PPSH) moc a začala provádět komunistické reformy a represe – jen v letech 1944 až 1948 bylo popraveno deset tisíc lidí a sto tisíc dalších uvězněno (při počtu obyvatel 1,1 milionu).

### Komunistický režim

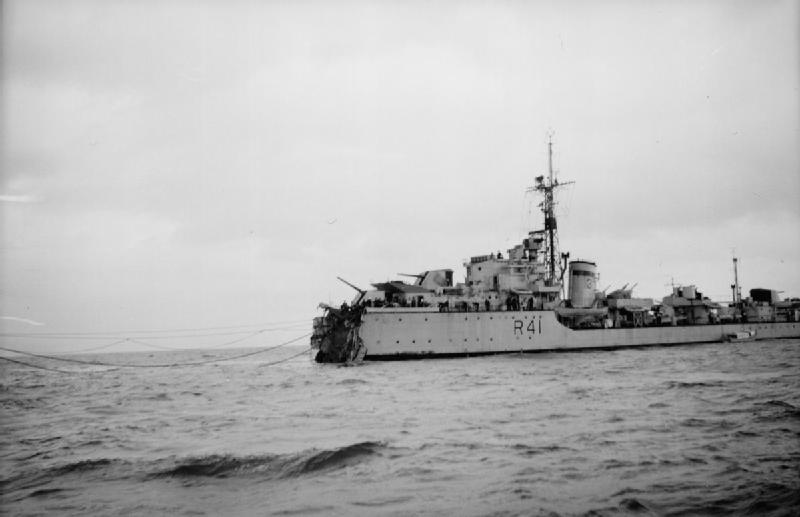
Poškozený torpédoborec Volage po výbuchu albánské miny

Mezi lety 1945 a 1990 měla Albánie jeden z nejtvrdších komunistických režimů v Evropě a ocitla se v mezinárodní izolaci. Nejprve přerušila kontakty se západem, zejména po incidentu v Korfském průlivu v roce 1946, který byl jedním z vůbec prvních incidentů studené války. 

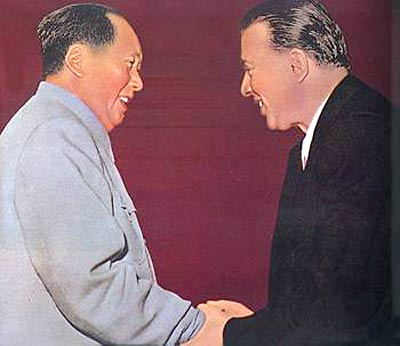
Mao Ce-tung a Enver Hodža

Poté se rozkmotřila s Jugoslávií (mj. kvůli sporům o Kosovo) a roku 1961 i se Sovětským svazem a dalšími zeměmi východního bloku. Orientovala se pak zejména na Čínu, ale i s ní se v 70. letech Hodža rozešel ve zlém. Roku 1968 vystoupila Albánie na protest proti okupaci Československa z Varšavské smlouvy.

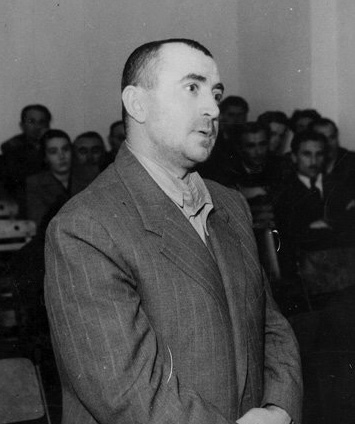
Koči Dzodze, "albánský Slánský"

Paranoidní diktátor Hodža rozesel po krajině betonové bunkry, jejich počet se odhaduje na půl až tři čtvrtě milionu. Ke známým obětem komunistického režimu v Albánii patří Koči Dzodze, Beqir Balluku nebo vědkyně Sabiha Kasimatiová. Přesný počet obětí komunistického režimu v Albánii není znám, tisíce lidí se ztratily beze stopy, pojmenováno bylo 5 577 zavražděných. Asi 48 tisíc lidí bylo uvězněno z politických důvodů v koncentračních táborech, včetně asi 10 tisíc žen a dětí. Odhaduje se, že komunistický režim nese vinu za smrt asi 25 tisíc Albánců. Všudypřítomnosti tajné policie Sigurimi se připisuje to, že v Albánii nikdy nevzniklo silné disidentské hnutí.
Praktikování jakéhokoli náboženství bylo přísně zakázáno, za šíření náboženství hrozilo tři až deset let vězení. Došlo k uzavření všech 2169 kostelů a mešit, zákazu obřadů i náboženských symbolů. Mnoho památek bylo zničeno. Albánie se tak stala první (a jedinou) oficiálně ateistickou zemí na světě. Hodža ji takovou vyhlásil slavnostně roku 1967 a v roce 1976 bylo i do ústavy zapsáno, že „stát neuznává žádné náboženství a provádí ateistickou propagandu, aby do lidu vložil vědecký materialistický pohled na svět".
K nečetným úspěchům Hodžova režimu patřilo odstranění negramotnosti, krevní msty a průlom v postavení žen.

### Postkomunistická Albánie
V letech 1990–1992 byla ukončena komunistická vláda a zřízena pluralitní demokracie. Opět bylo povoleno náboženství, tak dlouhou dobu krutě potlačované. První svobodné volby se uskutečnily v březnu 1991. V nich ještě uspěli komunisté, avšak v dalších volbách roku 1992 již triumfovala Demokratická strana Albánie. 

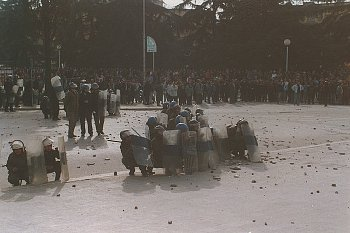
Policisté při nepokojích v roce 1997

Ta se však při transformaci země dopustila některých chyb, které nemají v celém postkomunistickém světě obdoby – především šlo o oficiální státní podporu tzv. pyramidových schémat, tedy podvodných investičních nástrojů. Přestože před nimi Mezinárodní měnový fond prezidenta Sali Berišu varoval, ten pyramidové investiční firmy vytrvale obhajoval a vyzýval Albánce k investicím do nich. Mnozí prodali i své domy a dobytek, aby získali prostředky pro investice. Pyramidové hry se začaly hroutit na konci roku 1996. Mnoho ožebračených investorů se připojilo k původně pokojným protestům proti vládě a žádali své peníze zpět. V únoru 1997 propuklo nepřehledné násilí, když vládní síly (policie a republikánská garda) nejprve střílely do demonstrantů, načež v březnu z pouličních bojů prchly a nechaly své zbrojnice otevřené. Ty byly okamžitě vyrabovány protestujícími, různými spontánně vzniklými milicemi a také zločineckými gangy. Následný chaos a rozvrat, někdy zvaný albánská občanská válka, stál život dva tisíce lidí. Přiměl OSN v dubnu 1997 zahájit tzv. operaci Alba, v rámci níž do Albánie vstoupily mírové síly OSN vedené Itálií. Záminkou byla ochrana cizinců, kteří se neúspěšně snažili uprchnout ze země, hlavním cílem byla ale obnova základního řádu: restrukturalizace soudního systému a albánské policie.

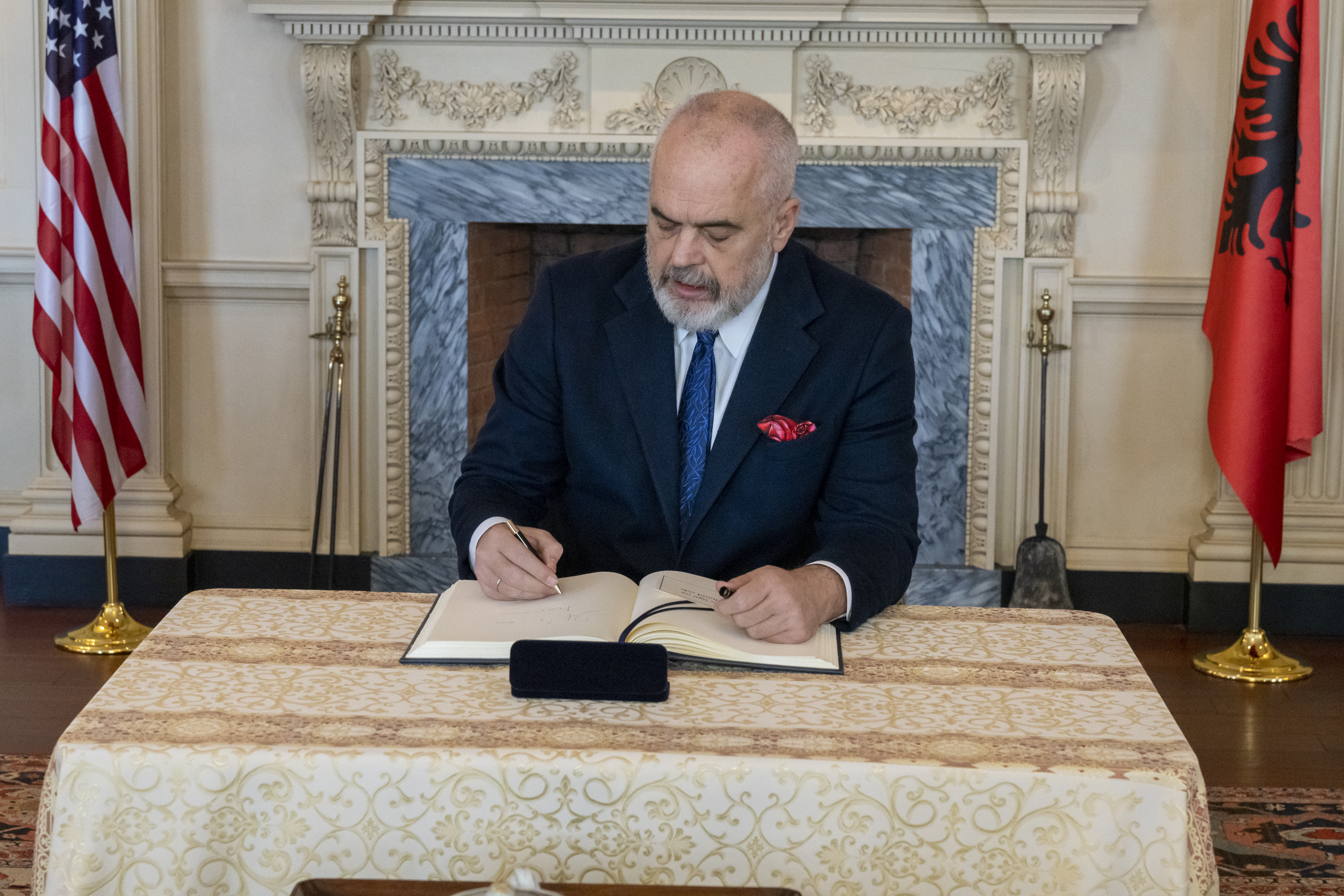
Edi Rama

Albánie tak musela s transformací začít znovu, přičemž oproti svým sousedům ztratila desetiletí a navíc vycházela z horšího základu. Korupce, špatná infrastruktura a organizovaný zločin tak zůstaly trvalými problémy. Navíc se zhoršily vztahy se Srbskem (Jugoslávií), zejména proto, že Albánie přímo podporovala organizaci UÇK, jež úspěšně dosáhla odtržení Kosova od Jugoslávie. Na druhou stranu albánští politici dosáhli v mezinárodněpolitické oblasti jistých úspěchů, když se Albánie 1. dubna 2009 stala plnoprávným členem NATO. Dne 28. dubna 2009 rovněž požádala o vstup do Evropské unie a 24. června 2014 získala status kandidátské země. Klíčovou silou v zemi se od vyhraných voleb v roce 2013 stala Socialistická strana vedená Edi Ramou. V roce 2021 vyhrála volby již potřetí za sebou. Rama zahájil celou řadu demokratizačních a modernizačních reforem. Jeho velkým snem je také připojení Kosova k Albánii.

## Státní symboly

### Vlajka
Albánská vlajka je tvořena červeným listem o poměru stran 5:7, na kterém je umístěn dvouhlavý orel černé barvy.

### Znak
Albánský státní znak je tvořen černým dvouhlavým orlem na červeném, zlatě orámovaném štítu. Nad orlem je Skanderbegova přilba ve zlaté barvě.

### Hymna
Albánská hymna je píseň Himni i Flamurit (česky Hymna o vlajce), v albánské ústavě uvedená jako Rreth Flamurit të Përbashkuar (česky doslova Spojeni kolem vlajky), podle prvního verše. Text hymny napsal básník Aleksander Stavre Drenova, hudbu složil rumunský skladatel Ciprian Porumbescu.

## Geografie

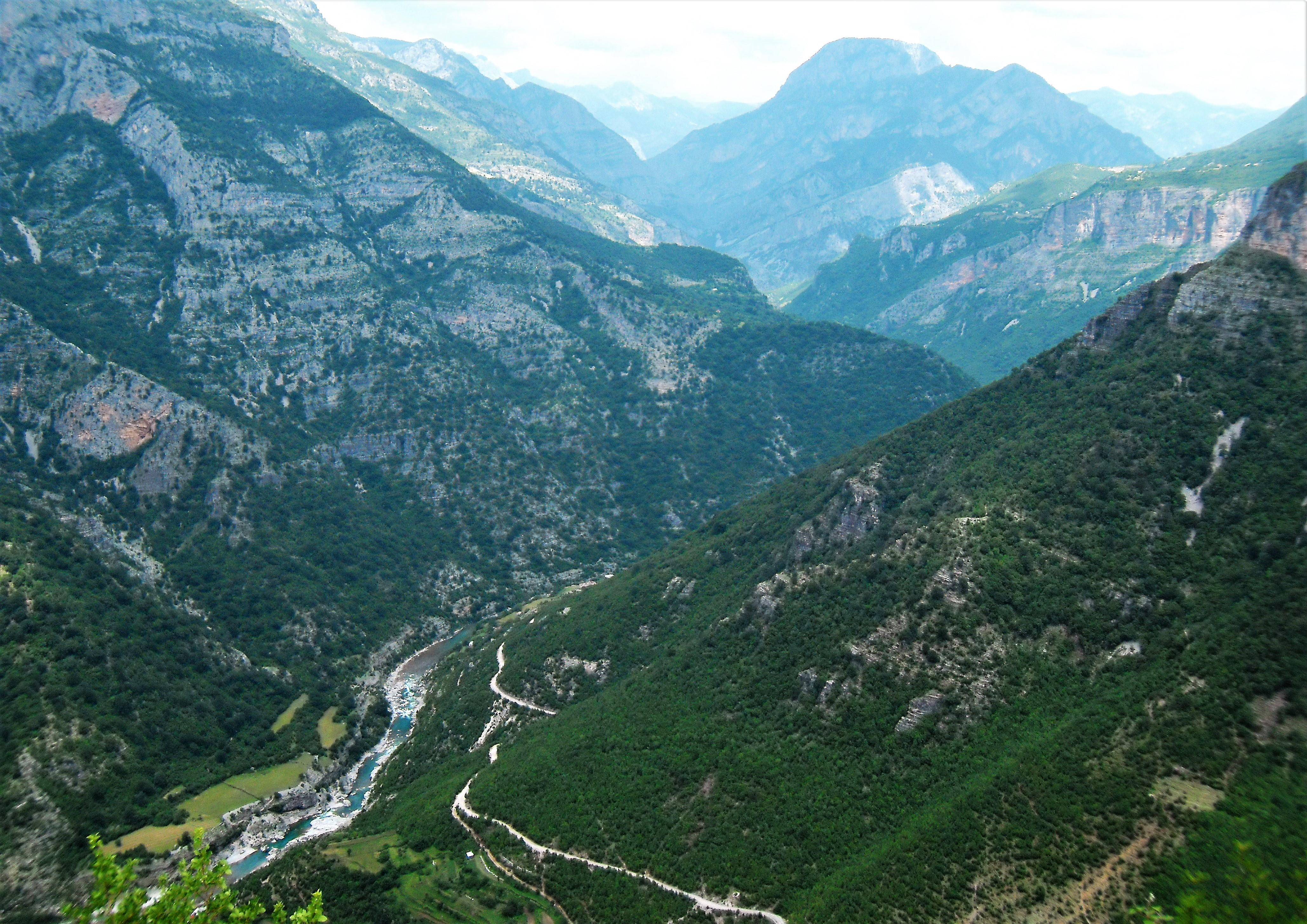
Pohoří Prokletije

Albánie leží v západní části Balkánského poloostrova na pobřeží Jaderského a Jónského moře. Albánské pobřeží je dlouhé 362 km. Nachází se na něm i Albánská riviéra, stále oblíbenější destinace evropských turistů. Od italského poloostrova Salento ji na západě odděluje 73 km široký Otrantský průliv. Pozemní albánská hranice je dlouhá 720 km, z čehož 173 km tvoří na severu hranice s Černou Horou, 114 km s Kosovem, 151 km na východě se Severní Makedonií a 282 km na jihovýchodě s Řeckem. S rozlohou 28 748 km² je 12. nejmenším státem v Evropě a 2,7× menším než Česká republika.

Povrch Albánie je především hornatý. Hory tvoří 75 % území země. Horská pásma s nadmořskou výškou nad 1000 m n. m. zaujímají 28,5 % plochy Albánie. Průměrná nadmořská výška v zemi činí 708 metrů, což je dvojnásobek průměru Evropy. Značnou část vnitrozemí prostupují horstva albánsko-řecké soustavy jakou je pohoří Korab, kde také leží nejvyšší hora Velký Korab (je nejvyšší horou i Severní Makedonie). Na severu zasahují horstva Dinárských hor. Pohoří Prokletije je známo také jako Albánské Alpy. Na severních svazích Prokletije se nachází nejméně pět ledovců, které vznikly pravděpodobně v době holocénu.

Přehradní nádrž Koman

Nejdelší řekou je Drin. K dalším významným řekám patří Devolli, Vjosa, Shkumbin nebo Osum. Téměř bez výjimky tečou albánské řeky z východu na západ. Řeky mají největší průtok vody v zimních měsících, kdy spadne na území Albánie nejvíce deště. V létě mají naopak velmi nízký průtok a mnohé vysychají. Na severu a východě leží hraniční jezera Skadarské, Ohridské a Prespanské. Skadarské jezero je největší v jižní Evropě. Původně sladkovodní Butrintské jezero bylo v antice spojeno s Jónským mořem průplavem, a je tudíž slané. K největším umělým nádržím patří přehradní nádrž Koman.
Albánie má ve srovnání s dalšími zeměmi regionu (např. s Chorvatskem nebo Řeckem) velmi málo ostrovů. Většina z nich je malá a nepřesahuje rozlohu 1 km2. Jedinými většími ostrovy jsou Sazan a Kunë. Žádný z ostrovů však není obydlený.

V Albánii se nachází 15 národních parků, 5 chráněných krajinných oblastí, 4 přírodní rezervace a další chráněné oblasti. 36 % území Albánie je zalesněno, 20 % lesů jsou lesy dubové.

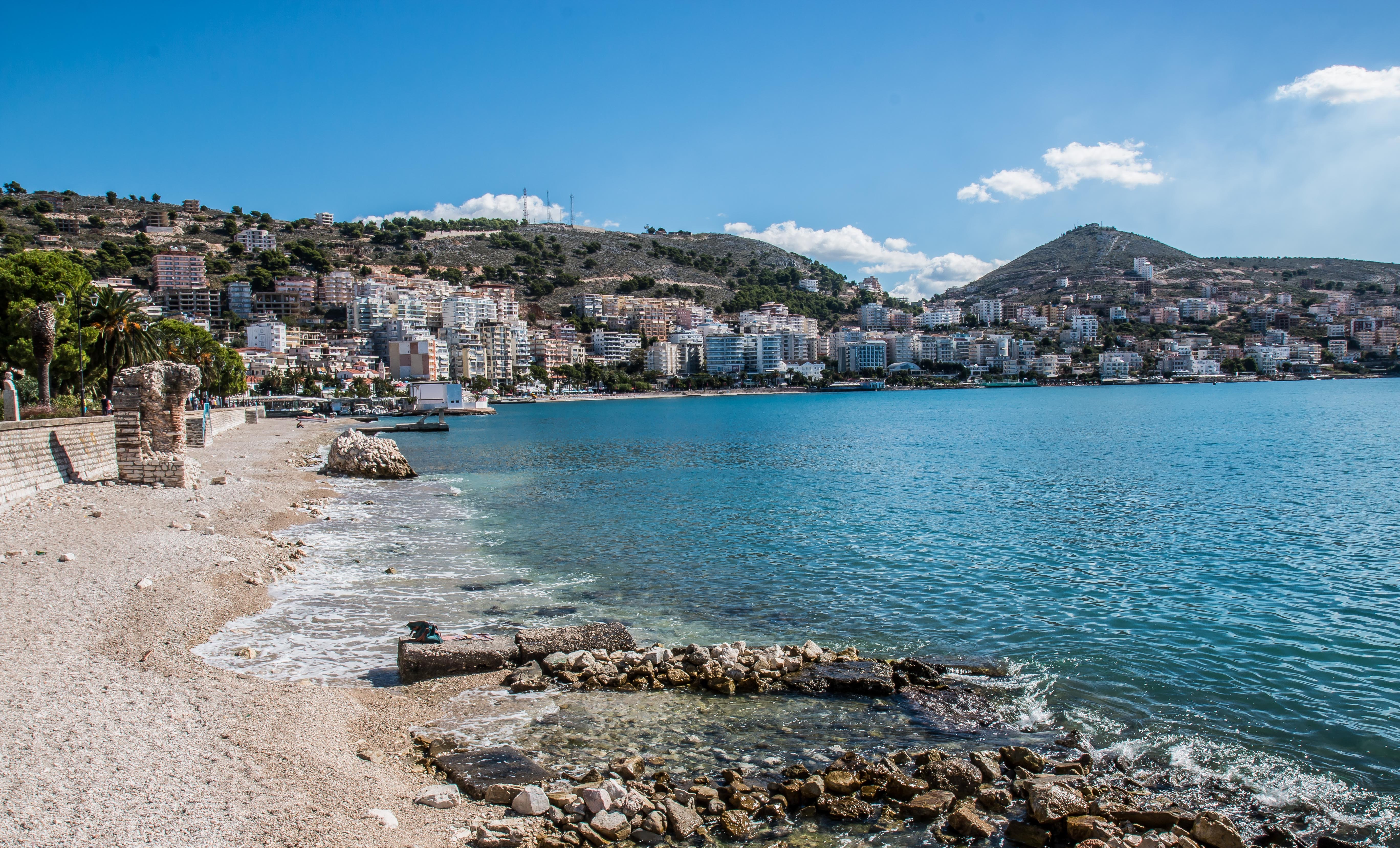
Albánská Riviéra

Pobřeží má typické středomořské klima s mírnými zimami a vlhkými léty. Průměrné teploty se zde pohybují od 7 °C v zimě po 24 °C v létě. V jižní části nížin se průměrné teploty pohybují mezi 5 °C až 30 °C. Část hor má také středomořské podnebí, neboť do nich pronikají vzdušné masy od obou moří. Ve vzdálenějších horách převládá vzdušné proudění z balkánského poloostrova a větry severního, případně severovýchodního směru. Mořské i kontinentální proudění vzduchu má za příčinu také vysoké srážkové úhrny nad výše položenou částí území Albánie. Nejvíce deště spadne ve středních polohách, 95 % všech srážek potom během zimních měsíců. V létě jsou srážky časté velmi málo. Roční úhrn srážek na pobřeží činí 1000-1500 mm a v horách se pohybuje okolo 2000 mm. Ve východní části země, při hranici se Severní Makedonií, to bývá i 760 mm.

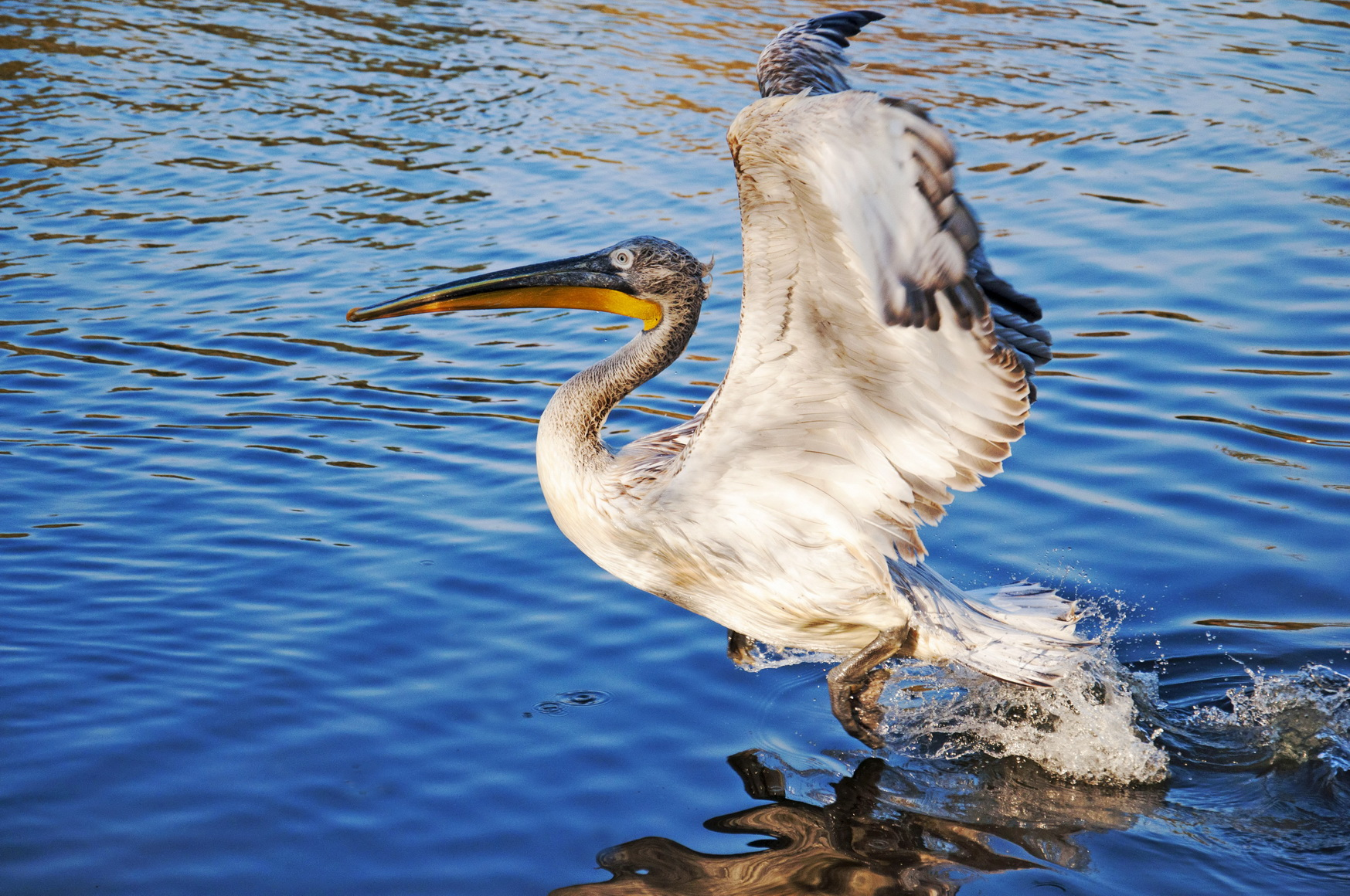
Pelikán kadeřavý

Albánie, vzhledem k rozmanitosti krajiny, disponuje značnou biologickou diverzitou. Hory poskytují útočiště dvěma nejohroženějším druhům v zemi, rysovi balkánskému a medvědu hnědému. K dalším významným savcům patří kočka divoká, vlk obecný, liška obecná a šakal obecný. Z velkých ptačích dravců je to sup mrchožravý a orel skalní, který je i národním symbolem. Ústí řek, mokřady a jezera jsou domovinou plameňáka růžového, kormorána malého a extrémně vzácného pelikána kadeřavého. V pobřežních vodách jsou ke spatření tuleň středomořský, kareta obecná nebo kareta obrovská. Častým návštěvníkem pobřežních vod bývá i delfín skákavý.
V Albánii lze nalézt přibližně 3 500 různých druhů rostlin, především středomořského a eurasijského charakteru. Minimálně 300 místních rostlin se používá k přípravě léčiv.

## Politický systém

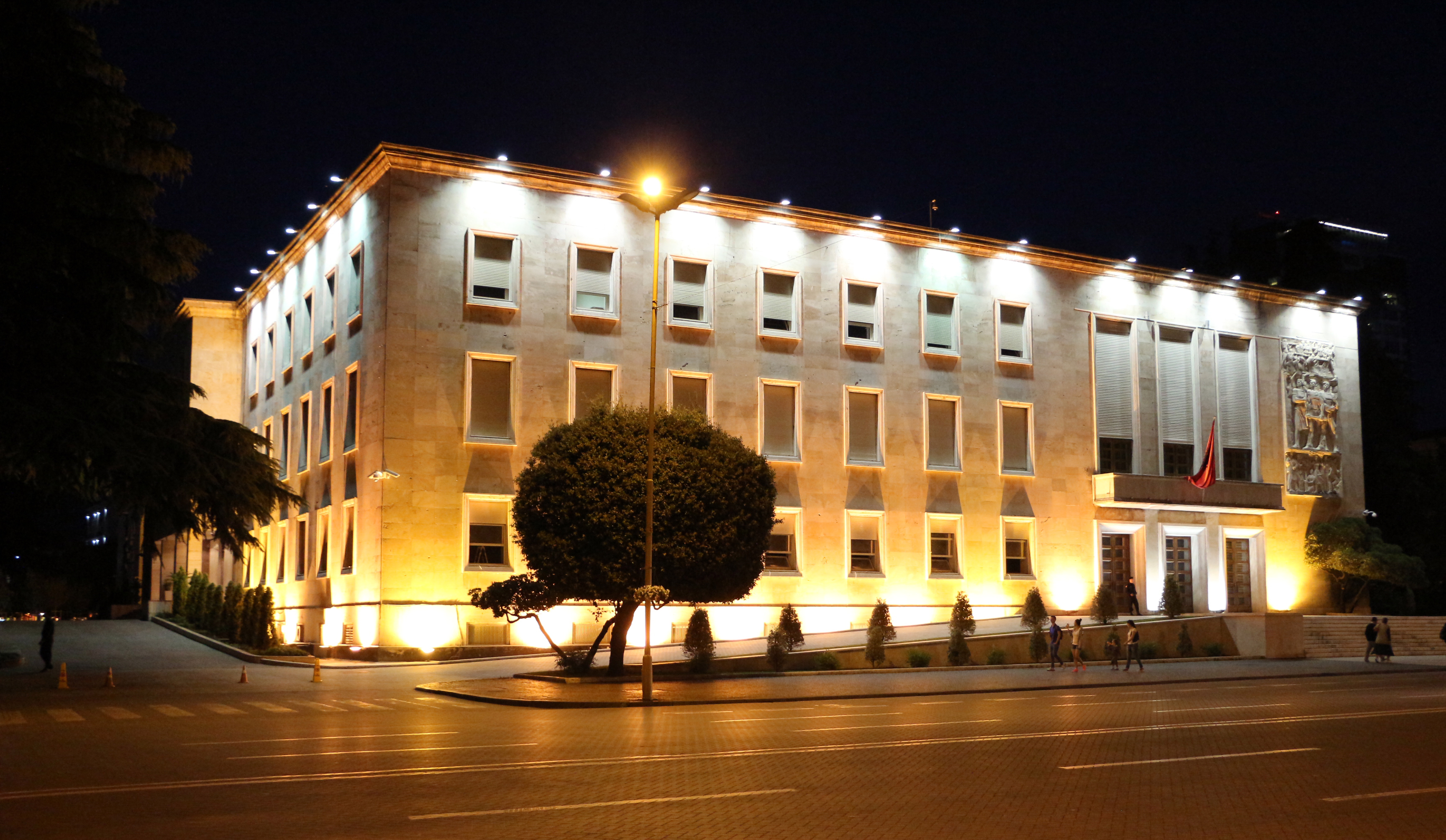
Sídlo vlády v Tiraně

Albánie je unitární stát a parlamentní republika. Její politický systém určuje ústava přijatá v roce 1998. Exekutivní moc má vláda a její předseda (Kryeministri). Předseda vlády je nejsilnější a nejvlivnější osobou v albánské politice. Formální hlavou státu je prezident. Je volený parlamentem (Kuvendi neboli Shromážděním Albánské republiky), a to tajným hlasováním a bez rozpravy, většinou tří pětin všech členů parlamentu. Jeho funkční období trvá 5 let. Jeden kandidát může být zvolen maximálně na dvě po sobě jdoucí funkční období. Formálně je prezident též vrchním velitelem armády. Jmenuje předsedu vlády. Legislativní pravomoc má parlament, jehož 140 poslanců je voleno každé čtyři roky. Parlament je jednokomorový. Parlamentarismus má v Albánii silnou tradici, první parlament byl svolán již 2. března 1444, a to v Lezhë, národním hrdinou Skanderbegem. Od roku 1991 je politický systém demokratický, pluralitní a vícestranický. Limit pro vstup do parlamentu pro stranu jsou 3 procenta hlasů, pro koalici 5 procent. Právo volit má každý občan Albánie, který dosáhl věku 18 let. Soudní systém je nezávislý na výkonné a zákonodárné moci. Od roku 2022 je prezidentem Bajram Begaj. Od roku 2015 je premiérem Edi Rama. Od roku 1991 vedly všechny vlády dvě strany, buď středolevá, proevropská, sociálnědemokratická strana Socialistická strana Albánie (Partia Socialiste e Shqipërisë), nebo středopravá, liberálně-konzervativní a proevropská Demokratická strana Albánie (Partia Demokratike e Shqipërisë).

### Administrativní dělení
Albánie se administrativně dělí do 12 krajů (albánsky: qark/qarku, někdy též prefekturë/prefektura), 36 okresů (rrethe) a 351 obcí.
|    | kraj             | hlavní město     |            | okres                                | obce     | města   | vesnice      |
| -- | ---------------- | ---------------- | ---------- | ------------------------------------ | -------- | ------- | ------------ |
| 1  | Berat            | Berat            | 1 16 32    | Berat Kuçovë Skrapar                 | 12 2 10  | 2 1 2   | 122 17 103   |
| 2  | Dibrë            | Peshkopi         | 2 5 24     | Bulqizë Dibrë Mat                    | 8 15 12  | 2 1 3   | 103 141 76   |
| 3  | Drač (Durrës)    | Drač (Durrës)    | 6 15       | Drač (Durrës) Krujë                  | 10 7     | 4 2     | 61 43        |
| 4  | Elbasan          | Elbasan          | 7 10 20 26 | Elbasan Gramsh Librazhd Peqin        | 24 10 6  | 2 1 2 1 | 176 95 75 49 |
| 5  | Fier             | Fier             | 8 21 23    | Fier Lushnjë Mallakastër             | 17 16 9  | 3 2 1   | 117 121 40   |
| 6  | Gjirokastër      | Gjirokastër      | 9 27 33    | Gjirokastër Përmet Tepelenë          | 13 9 10  | 2       | 95 97 77     |
| 7  | Korçë            | Korçë            | 4 13 14 28 | Devoll Kolonjë Korçë Pogradec        | 5 8 17 8 | 1 2 1   | 44 76 155 72 |
| 8  | Kukës            | Kukës            | 11 17 35   | Has Kukës Tropojë                    | 4 15 8   | 1 3     | 30 90 68     |
| 9  | Lezhë            | Lezhë            | 18 19 25   | Kurbin Lezhë Mirditë                 | 4 10 7   | 3 2 4   | 28 63 70     |
| 10 | Skadar (Shkodër) | Skadar (Shkodër) | 22 29 31   | Malësi e Madhe Pukë Skadar (Shkodër) | 6 10 18  | 2       | 56 75 139    |
| 11 | Tirana (Tiranë)  | Tirana (Tiranë)  | 12 34      | Kavajë Tirana (Tiranë)               | 10 18    | 2 3     | 65 155       |
| 12 | Vlora (Vlorë)    | Vlora (Vlorë)    | 3 30 36    | Delvinë Sarandë Vlora (Vlorë)        | 4 9 13   | 1 2 4   | 38 62 99     |

### Zahraniční vztahy

#### Československo-albánské vztahy
Albánie a Československá republika navázaly diplomatické styky v červenci 1922. Některá další významná data:
- březen 1925 – v Tiraně byl zřízen Československý konzulát,
- červen 1927 – československý konzulát byl povýšen na generální konzulát a diplomatickou agencii,
- červen 1929 – vzniklo československé vyslanectví v Tiraně,
- 1937 – obrat vzájemných dodávek činil 13 mil. Kč, z toho vývoz do Albánie 9,5 mil. Kč, dovoz z Albánie 3,5 mil. Kč,
- 1939 – byla zastavena činnost Československého vyslanectví,
- listopad 1947 – výměna vyslanců Československa a Albánie,
- červen 1949 – bylo zřízeno Československé vyslanectví v Tiraně,
- květen 1949 – čs. vyslanectví bylo povýšeno na velvyslanectví,
- 1956–1961 – Československo dodalo zařízení a poskytlo technickou pomoc při výstavbě kapacit pro těžbu železnonikelnatých rud,
- listopad 1961 – došlo k odvolání československého velvyslance,
- 1968 – Albánie vystoupila na protest proti okupaci ČSSR z Varšavské smlouvy,
- 1975 – Československo se podílelo 12 % na celkovém obratu albánského zahraničního obchodu jako její druhý největší obchodní partner, celkový obrat činil 262,1 mil. Kčs, z toho vývoz z Albánie 121,1 mil. Kčs, dovoz z Albánie pak 141 mil. Kčs.[76]

## Ekonomika

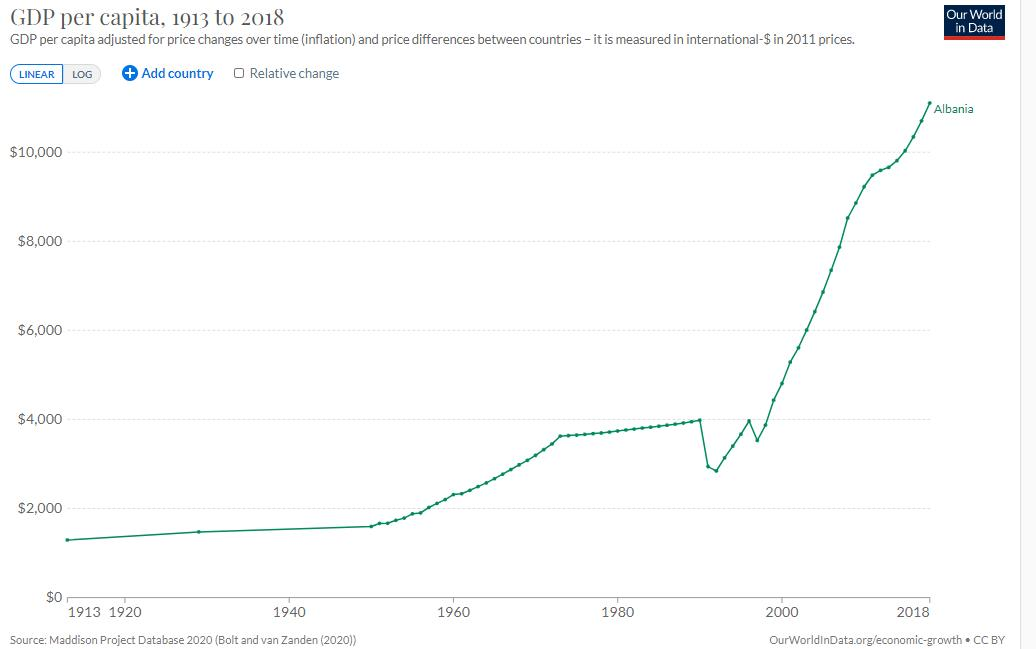
Vývoj růstu HDP na obyvatele

Albánie patřila k nejméně rozvinutým socialistickým zemím a ani v prvním demokratickém desetiletí, v 90. letech 20. století, se ekonomice příliš nedařilo, teprve na jejich konci se HDP na obyvatele dostal na úroveň konce komunismu. Avšak od začátku 21. století Albánie prožívá zdaleka nejlepší ekonomickou éru své moderní historie. Růst je setrvalý a rychlejší než na západě Evropy. Albánie byla dokonce jednou ze tří zemí Evropy, jejíž ekonomika rostla i během celosvětové recese, jež vypukla roku 2008. Albánská ekonomika rostla dokonce i během prvního covidového roku (2020), a to o 3,9 %. To bylo dokonce ještě více než rok předtím (3,7 %). Druhý covidový rok růst činil dokonce 8,6 %. Hrubý domácí produkt (HDP) v paritě kupní síly na hlavu k roku 2022 činil 17 408 mezinárodních dolarů, tedy byl zhruba na úrovni Brazílie, Bosny a Hercegoviny či Ázerbájdžánu. Průměr Evropské unie byl ovšem 53 201 mezinárodních dolarů, což značí že výkonnost albánské ekonomiky je na 32,7 procenta průměru EU. Z hlediska celkového HDP v paritě kupní síly je albánská ekonomika 120 největší na světě (k roku 2022).
Albánská ekonomika je silně provázána s italskou. Do Itálie míří 45 procent veškerého albánského vývozu. S velkým odstupem je na druhém místě Španělsko (8,1 %). Zásadním vývozním artiklem jsou textilní a obuvnické výrobky. Na vývozu se také podílí nerostné bohatství, k němuž patří ropa, měď a další barevné kovy. Itálie je rovněž největším dovozcem do Albánie, 28,2 % dovezeného zboží pochází z Apeninského poloostrova, 11,9 % pak ze sousedního Řecka. Dovoz zboží je čtyřikrát vyšší než vývoz.
Albánská ekonomika je již postindustriální, služby vytváří 54,1 % HDP. Průmysl 24,2 %, zemědělství 21,7 %. Zemědělství ovšem stále zaměstnává 41% obyvatel. Albánie patří k malému množství Evropských zemí, kde výraznou složkou hospodářství jsou remitence, peníze posílané domů Albánci pracujícími v zahraničí, ty tvoří až 15 % HDP. Velkým problémem zůstává šedá ekonomika, která podle odhadů může činit až 40 procent ekonomického výkonu země.
Měnou je albánský lek (100 leků = 0,71 EUR = 19,20 Kč, srpen 2016).

### Doprava

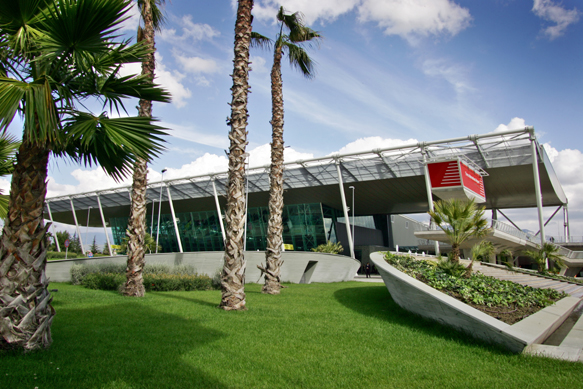
Letiště Tirana

Jediným mezinárodním letištěm v Albánii je Letiště Tirana, které bylo v roce 2001 bylo pojmenováno po Matce Tereze (Aeroporti Ndërkombëtar i Tiranës Nënë Tereza). Leží 11 kilometrů od Tirany. Je domovem albánského národního leteckého dopravce Air Albania. Letiště přepravilo v roce 2019 více než 3,3 milionu cestujících. Před covidovou krizí se hovořilo o stavbě dalších letišť, například ve Vloře.
Autostrada 1 (A1) je nejdelší dálnicí v zemi. V budoucnu propojí Drač u Jaderského moře přes Prištinu v Kosovu s Panevropským koridorem X v Srbsku. Autostrada 2 (A2) je součástí Jadransko-jónského koridoru a také Panevropského koridoru VIII a spojuje Fier s Vlorou. Autostrada 3 (A3) je v současné době ve výstavbě a po svém dokončení spojí Tiranu a Elbasan s Panevropským koridorem VIII. Po dokončení všech tří koridorů bude mít Albánie 759 kilometrů dálnic spojujících ji se všemi sousedními zeměmi.
Drač je nejrušnějším a největším mořským přístavem v zemi, se značným objemem osobní dopravy, který činí přibližně 1,5 milionu přepravených osob ročně.
Železniční síť spravuje železniční společnost Hekurudha Shqiptare, která byla značně podporována diktátorem Enverem Hodžou; prakticky monopolním dodavatel lokomotiv (dieselelektrických, 72 kusů, z toho 62 typu T669.1, bylo Československo. Původně byla státní, v roce 2005 byla privatizována. Po pádu komunismu železnice v Albánii přestaly být udržovány, takže provoz na nich musel být ze značné části zastaven, to postihlo i důležitou trať z Drače do Tirany. Jediné zahraniční železniční spojení je do Černé Hory, je zde však vedena pouze občasná nákladní doprava. Trať vede přes Skadar a končí před železniční stanicí Vorë, mezi Tiranou a Dračem. Zda vůbec bude železniční doprava v Albánii obnovena je otázka, byť se o tom někdy a zčásti uvažuje.

### Cestovní ruch

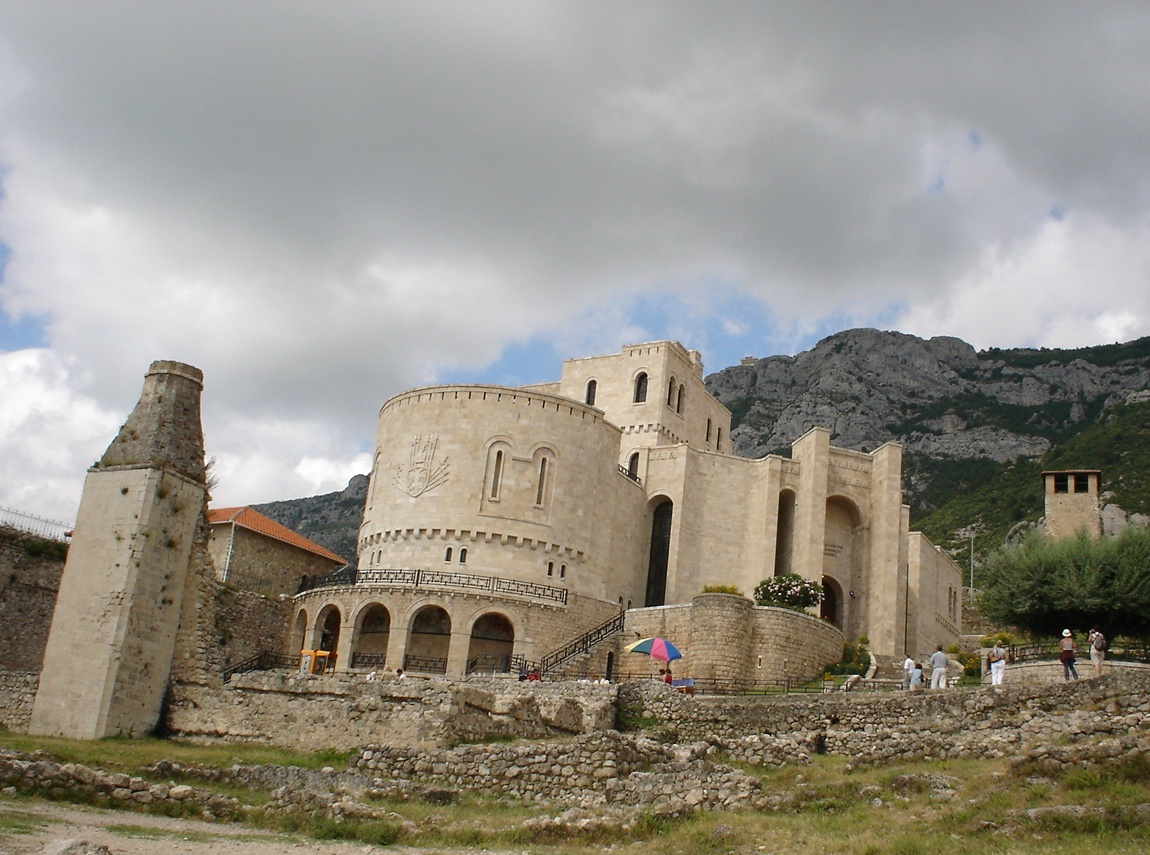
Hrad v Kruji

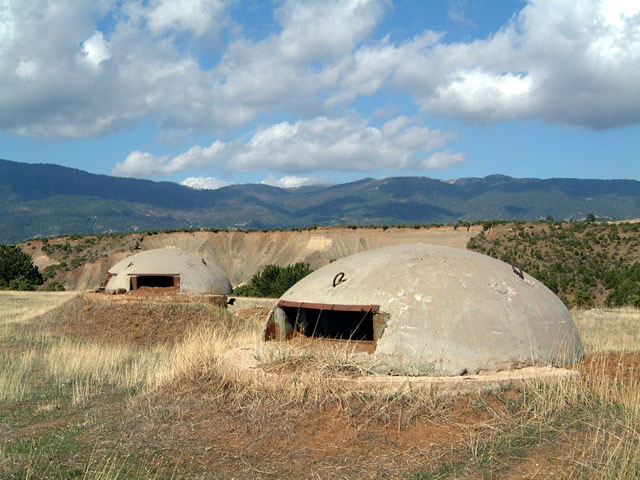
Bunkry z dob socialistické Albánie

Turistický potenciál Albánie je perspektivní a bezesporu vysoký. Klima je příjemné, albánské pobřeží Jaderského a Jónského moře má délku asi 420 km. Mezi nejvýznamnější turistická střediska patří okolí Drače (Jadran) a riviéra mezi Vlorou a Sarandou (Jónské moře). Velký potenciál vykazují také horské oblasti Albánie, které nabízejí ohromné množství přírodních i kulturních památek a velkolepé scenérie horských masivů, jejichž výška běžně dosahuje 2000 m n. m. i více. Stejně jako ve zbytku země zde však je turistická infrastruktura stále nedostatečná a postupně je rozvíjena a doplňována. V roce 2015 byla v Albánských Alpách na severu země českým dobrovolnickým projektem Albanian Challenge podle českého modelu značení vytvořena v té době nejrozsáhlejší síť turistických stezek v Albánii, která čítá více než 100 km tras. Propojuje tak známé turistické lokality Theth a Valbonu s obcí Curraj i Epërm a přehradou Koman. V letech 2017–2019 pak jiný český spolek Všechny tváře Albánie vytvořil síť značení turistických stezek v jihoalbánské oblasti Kurvelesh, která spojuje jihoalbánské pobřeží a hory ve vnitrozemí (Projekt Nivica).
V rámci rozvoje turistické infrastruktury obecně se staví nové ubytovací kapacity s požadovanou vybaveností (hotely, restaurace, pizzerie, kavárny a samoobsluhy). Albánie v posledních letech usiluje i o zlepšení kvality pláží, které jsou na některých místech stále v neudržovaném stavu, a také o vytvoření podmínek pro využívání volného časů turistů ve večerních hodinách.
Podle statistiky albánského Ministerstva turistiky v roce 2004 navštívilo zemi 375 000 zahraničních turistů.

## Obyvatelstvo

Vývoj počtu obyvatel

Podle demografických statistik Albánie, jak vyplývá ze sčítání lidu v roce 2023, které provedl Instituti i Statistikave (INSTAT), žije v Albánii 2 402 113 obyvatel, což představuje výrazný pokles oproti 2 821 977 obyvatelům zaznamenaným při sčítání lidu v roce 2011. Úbytek obyvatel začal po rozpadu komunistického režimu v Albánii a je spojen s významnými změnami v politické, ekonomické a sociální struktuře Albánie. Například v 90. letech 20. století opustilo zemi nejméně 900 000 lidí, přičemž asi 600 000 z nich se usadilo v Řecku. Hlavním faktorem tohoto přechodu je pokles porodnosti spojený s nárůstem emigrace, což obojí přispívá k přetrvávajícím demografickým změnám a problémům.  Předpokládá se, že počet obyvatel se bude snižovat přinejmenším v příštím desetiletí, v závislosti na skutečné míře a úrovni migrace. K poklesu přispívala i nízká porodnost, 1,51 narozeného dítěte na ženu. Ta je jednou z nejnižších na světě a značně kontrastuje s porodností v jiných islámských zemích. Hustota zalidnění je 85 obyvatel na kilometr čtvereční. Průměrný věk dožití je 78,5 let (75,8 let u mužů a 81,4 let u žen). Populace země neustále rostla z 2,5 milionu v roce 1979 až do roku 1989, kdy dosáhla vrcholu na 3,3 milionu. Asi 53,4 % obyvatel země žije ve městech. Tři největší kraje podle počtu obyvatel tvoří polovinu celkového počtu obyvatel. Téměř 30 % celkové populace se nachází v okrese Tirana, následuje okres Fier s 11 % a okres Drač s 10 %. Tirana je jedním z největších měst na Balkánském poloostrově s počtem obyvatel asi 400 000 a 1 milion v metropolitní oblasti. Druhým největším městem v zemi podle počtu obyvatel je Drač s 113 000 obyvateli, následovaný Vlorou se 104 513 obyvateli.

### Etnické složení

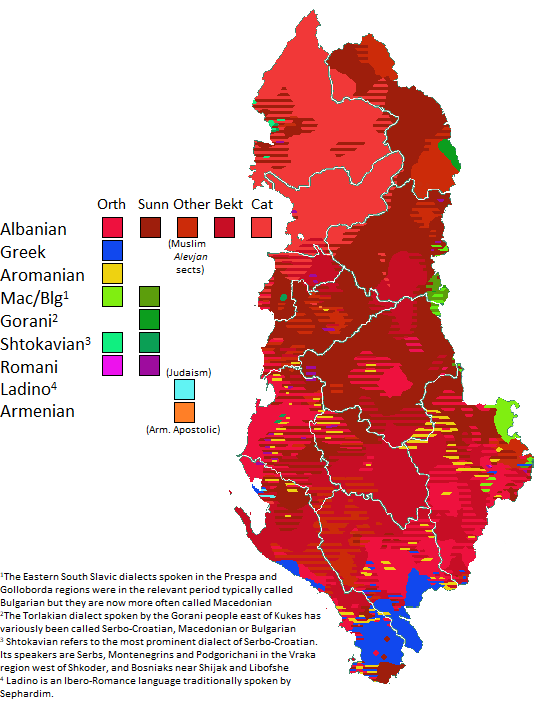
Etnografická mapa Albánie

Většinu obyvatelstva Albánie, asi 98,5% tvoří Albánci. Přesný počet národnostních menšin v Albánii není zcela objasněn, protože albánská politika podle různých organizací nepřiznává pravdivá čísla, ale přikrášluje je ve prospěch Albánců, žádná menšina však proti výsledkům neprotestovala. Nejsilnější menšinu tvoří Řekové s asi 14 000 obyvateli, následují Arumuni, a zbytek tvoří Černohorci, Romové, Balkánští Romové a slovanští Makedonci.
Mnoho etnických Albánců žije také v přilehlém Kosovu (asi 1,8 milionu), Severní Makedonii (okolo 800 000), Černé Hoře (okolo 30 000), Srbsku (okolo 62 000) a Řecku, kde Albánci tvoří jednu z největších menšin (až 600 000 lidí).
Řekové žijí v jižní části Albánie už od starověku a soustřeďují se v městech Gjirokastër, Himara, Saranda, Vlora, Delvina. Řekové obývají i albánský ostrov Ksamil, který se nachází u řeckého ostrova Korfu.
Arumuni obývají jižní a střední Albánii. Největším střediskem Arumunů je však město Korçë, které bylo známé svými podnikatelskými aktivitami již v osmanské době. Známým arumunským centrem je i město Voskopojë, kde žili i řečtí podnikatelé. Dále žijí Arumuni ve městě Divjaka.
Slovanské obyvatelstvo žije hlavně na hranici se Severní Makedonií u Prespanského jezera. Mnoho etnických Řeků se po pádu komunismu vystěhovalo do Řecka a emigrace pokračuje i dnes, kvůli ekonomickým důvodům. Kromě Řeků z Albánie emigrují do Řecka i mnozí Albánci.

### Jazyk
Mezi skupiny žijící v Albánii patří Ghegové – žijí na severu země, do 20. století u nich přetrvávalo rodové zřízení a zvykové právo. Ghegské nářečí bylo dříve literárním jazykem. Dále Toskové – žijí jižně od řeky Skhumbin, toskický dialekt byl v roce 1972 převzat jako základ spisovného jazyka. Albánština je izolovaným indoevropským jazykem, který není blízce příbuzným s žádným živým evropským jazykem. Je i úředním jazykem země, ale na hranicích s Řeckem se lze domluvit i řecky. Albánci rozumí zpravidla velice dobře italsky, nejenom díky rozvětveným rodinným vazbám, nýbrž i díky činnosti místních médií (např. televize, rádio).
S albánskou komunitou se lze setkat v (jižní) Itálii a na Sicílii, např. v městě Piana degli Albanesi. Jazyk této komunity obsahuje ale ještě archaické formy albánského jazyka.

### Náboženství
Náboženství v Albánii dle oficiálního sčítání obyvatel 2023
Albánie je sekulární a nábožensky rozmanitá země bez oficiálního náboženství. Ústava země zaručuje svobodu náboženského vyznání, víry a svědomí. Podle sčítání lidu z roku 2023 zde žilo 46 % (1 101 718) sunnitských muslimů, 8 % (201 530) římských katolíků, 7 % (173 645) vyznavačů pravoslaví, 5 % (115 644) muslimských bektašijů, 0,4 %(9 658) evangelikálů, 0,15 %(3 670) vyznavačů jiných náboženství, 14 % (332 155) věřících bez denominace, 3,5 % (85 311) ateistů a 16 % (378 782) neuvedlo žádnou odpověď. Albánie se nicméně řadí mezi nejméně nábožensky založené země na světě. Náboženství hraje důležitou roli v životě pouze u 39 % obyvatel země. V jiné zprávě se 56 % považuje za věřící, 30 % za nenáboženské a 9 % se definuje jako přesvědčení ateisté. V Boha věří 80 %.
Muslimští Albánci jsou rozptýleni po celé zemi. Pravoslavní a bektaši žijí převážně na jihu, zatímco katolíci hlavně na severu. V roce 2008 bylo v zemi 694 katolických kostelů a 425 pravoslavných kostelů, 568 mešit a 70 bektašských tekij.

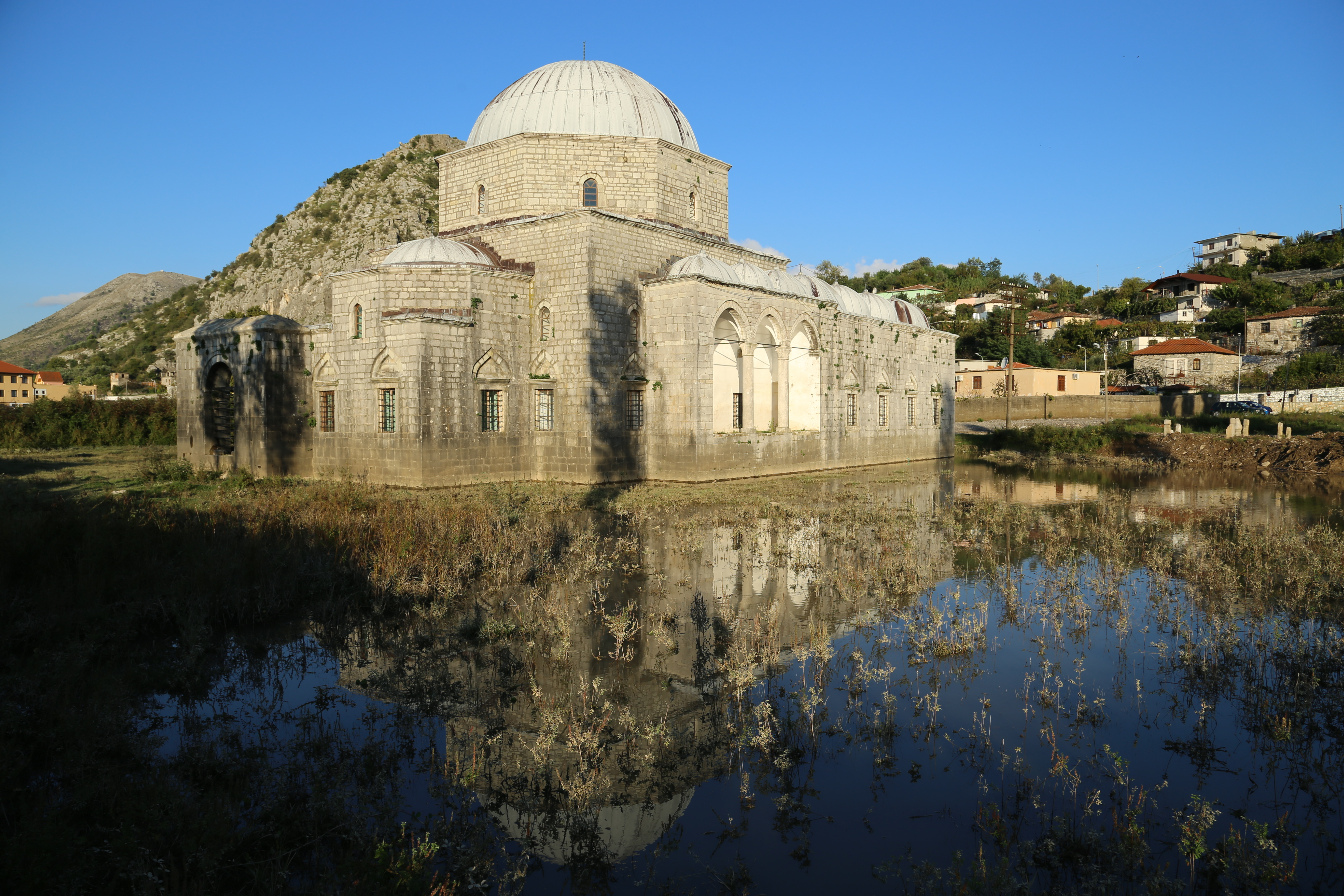
Olověná mešita ve Skadaru

V moderní době albánské republikánské, monarchistické a později komunistické režimy systematicky oddělovaly náboženství od úředních funkcí a kulturního života. Země nikdy neměla oficiální náboženství ani jako republika, ani jako království. Ve 20. století za monarchie bylo duchovenstvo všech vyznání oslabeno a nakonec během 50. a 60. let 20. století v rámci státní politiky vyhlazení veškerého organizovaného náboženství z území Albánie vymýceno. Komunistický režim pronásledoval a potlačoval náboženské obřady a instituce a náboženství zcela zakázal. Země byla poté oficiálně prohlášena za první ateistický stát na světě. Po pádu komunismu se však náboženská svoboda vrátila.
Islám přežil pronásledování z dob komunismu a v moderní době se v Albánii znovu objevil jako praktikované náboženství. Mezi menší křesťanské sekty v Albánii patří evangelikálové a několik protestantských společenství včetně Adventistů sedmého dne, Církve Ježíše Krista svatých posledních dnů a Svědků Jehovových. Prvním zaznamenaným albánským protestantem byl Said Toptani, který cestoval po Evropě a v roce 1853 se vrátil do Tirany, kde kázal protestantismus. První evangeličtí protestanti se objevili v 19. století a v roce 1892 byla založena Evangelická aliance. V současné době má 160 členských sborů z různých protestantských denominací. Po masové emigraci do Izraele po pádu komunismu zůstalo v zemi pouze 200 albánských Židů.

## Kultura
Albánci jsou známí svou bohatou mytologií, která má ještě pohanské, předkřesťanské kořeny a vykazuje jistou podobnost s řeckou mytologií. Kulturní rozdíly existují mezi severními a jižními Albánci. Severní Albánci mají kulturu podobnou ostatnímu Balkánu, zatímco ti jižní byli vystaveni silnému řeckému kulturnímu vlivu, což je vidět i na tradiční kultuře. Obě části však odrážejí i silný osmanský kulturní odkaz. Nejznámější albánské legendy jsou Gjergj Elez Alia či Rozafa.

### Hudba

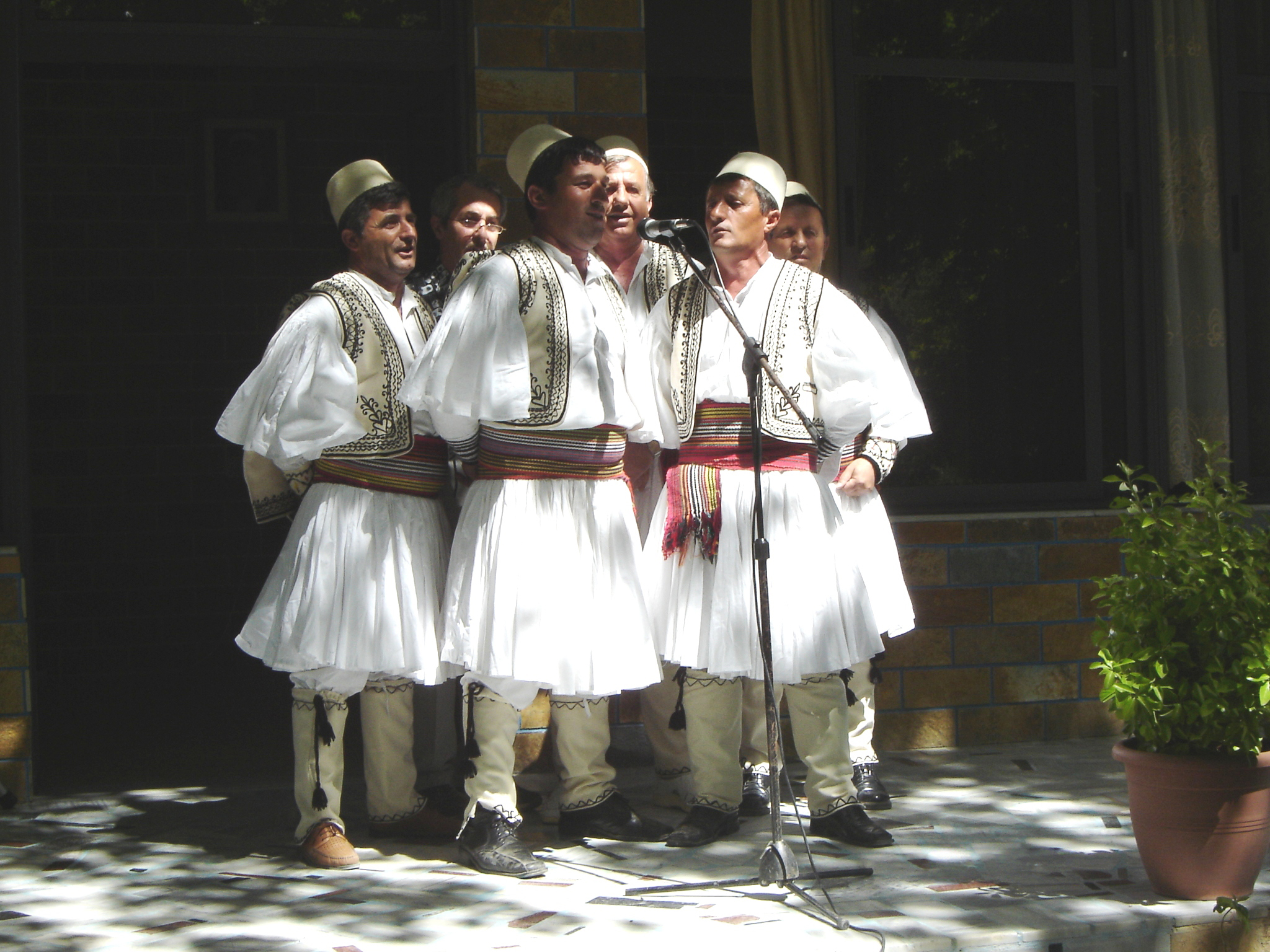
Jeden z tradičních krojů jižní Albánie.

Tradiční lidovou hudbu lze rozdělit na severoalbánský a jihooalbánský styl. Hudba na severu Albánie je v typickém balkánském stylu, podobá se srbské národní hudbě. Lidová hudba z jižní Albánie se více podobá řecké lidové hudbě, zejména té z kraje Epirus. Hlavními nástroji jsou klarinet a housle. Zpívají se polyfonní melodie, které mají původ ve starověkém Řecku. Albánský iso-polyfonní zpěv byl v roce 2008 zapsán na seznam nehmotného kulturního dědictví UNESCO. V albánské hudbě je patrný i italský vliv, zejména v té ze severu země. V tradičních tancích je také patrný silný řecký vliv. K tradičnímu albánskému mužskému kroji patří suknice fustanella, kterou nosí i pevninští Řekové a jižní Albánci. Tradiční albánský kroj je podobný řeckému a jeho původ je také řecký.
Prvním albánským hudebním skladatelem byl Jan Kukuzeli, který měl velký vliv na vývoj byzantské hudby, jako dirigent se prosadil Simon Gjoni, absolvent Akademie múzických umění v Praze. Mezi interprety vážné hudby vynikly sopranistky Inva Mula, Tefta Tashko-Koçová, Marie Kraja a Ermonela Jaho. V pop music se prosadily Vaçe Zela, Nexhmije Pagarusha, Era Istrefi nebo Bleona Qereti.

### Literatura

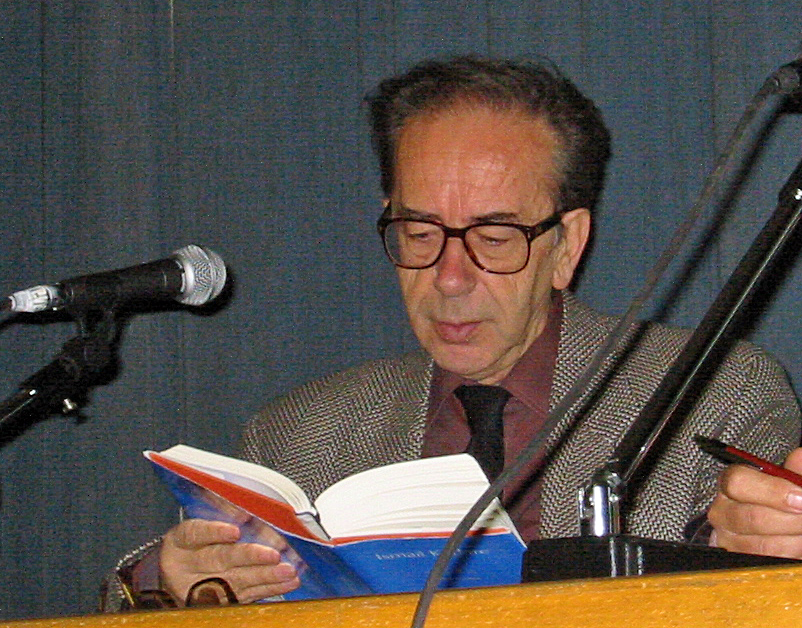
Ismail Kadare

### Vizuální umění

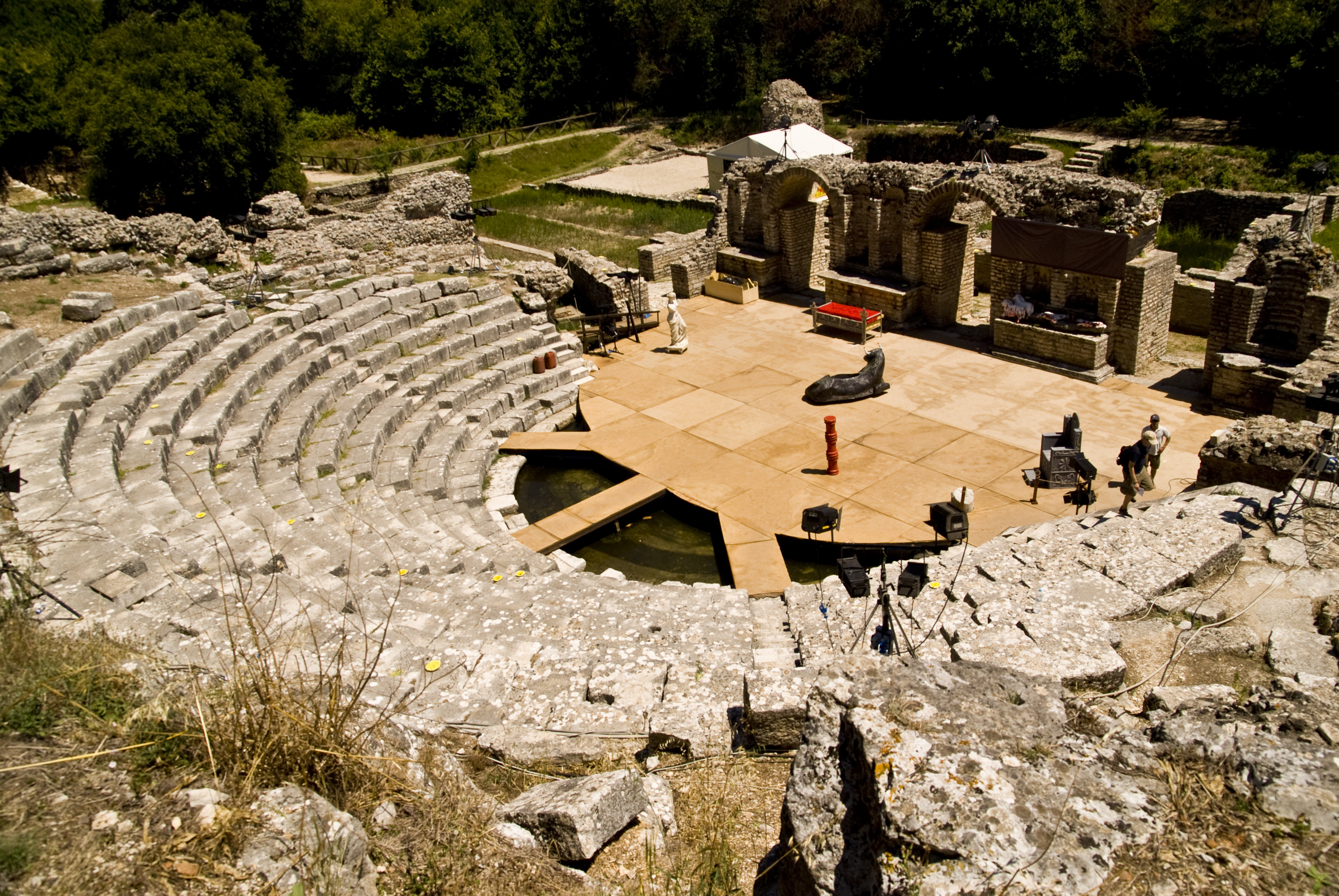
Amfiteátr v Butrintu

Mezi významné albánské kulturní osobnosti patří také malíř Ibrahim Kodra, albánský původ měl patrně i renesanční malíř Marco Basaiti. Realistickou malbu do Albánie uváděl Kolë Idromeno, rovněž významný architekt.
Hereckou legendou Albánie je Tinka Kurti. V zahraničních produkcích se prosadila v posledních letech herečka Masiela Lusha.
Na seznam Světového dědictví UNESCO byly zapsány zbytky antického města Butrint (1992), historická centra měst Berat a Gjirokastër (2005) a kulturní památky kolem Ochridského jezera (2019), což je položka, kterou Albánie sdílí se Severní Makedonií, a na území Albánie k ní náleží například raně křesťanské památky v obci Lin (dnes součást města Pogradec). O zápis usilují i další památky, například antický amfiteátr v Drači, ruiny antické Apollonie nebo pevnost Bashtovë. K dalším památkám patří hrad Krujë, pevnost Rozafa, klášter Ardenica, Olověná mešita ve Skadaru nebo Edhem Beyova mešita v Tiraně.

### Tradice a zvyky

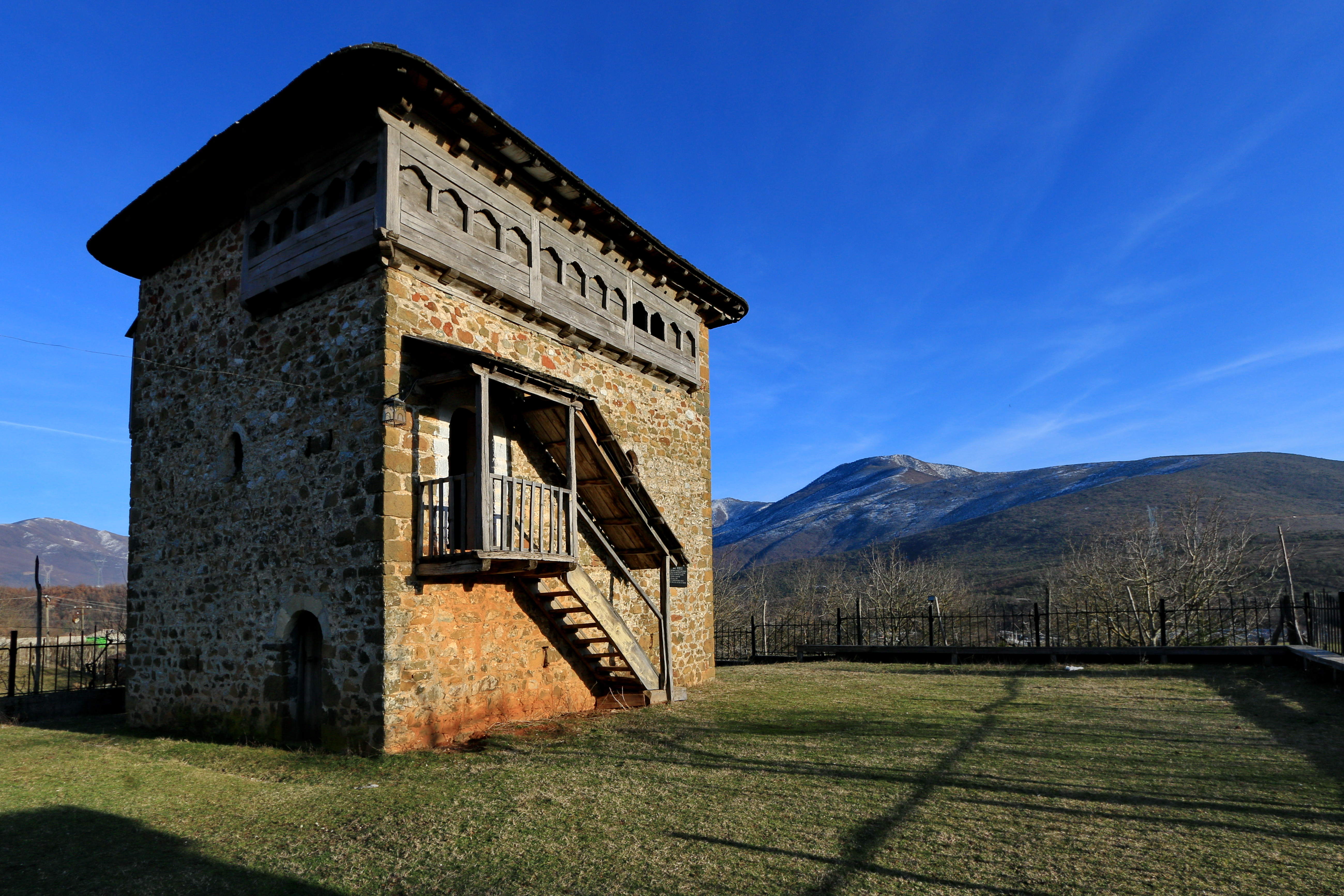
Opevněný věžovitý dům (tzv. kula, alb. kullë), do kterého se uchylovali muži ohrožení krevní mstou

V Albánii se užívá jiná gestikulace hlavou pro souhlas – místo v českých podmínkách tradičních jednoduchých vertikálních pohybů je zvykem hlavou opisovat tvar podobající se ležatému číslu 8. Dodnes se zde uplatňuje ústně předávané zvykové právo, tzv. Kanun di Lekë Dukagjini  příznačný pro tzv. tribalismus. Kanun má čtyři základní pilíře: loajalitu k rodině, čest osobní i rodinnou, pohostinnost a morálně správné chování. Mezi nejznámější pravidla kodexu patří nechvalně známá krevní msta, ale rovněž institut burneshi nebo také virgjineshi. Burnesha v českém překladu znamená přibližně „panna z přísahy“, tedy žena, která z vůle své či častěji z vůle rodiny přijímá doživotně mužskou roli. Složí přísahu, že prožije život v celibátu a v mužské roli (oblečení, povinnosti, práva) – že se vzdá všeho ženského. Krevní msta, která se nazývá gjakmarrja, se v některých oblastech Albánie stále vyskytuje. Odhaduje se, že v roce 2014 se gjakmarrja týkala přibližně 3000 albánských rodin.

### Kuchyně

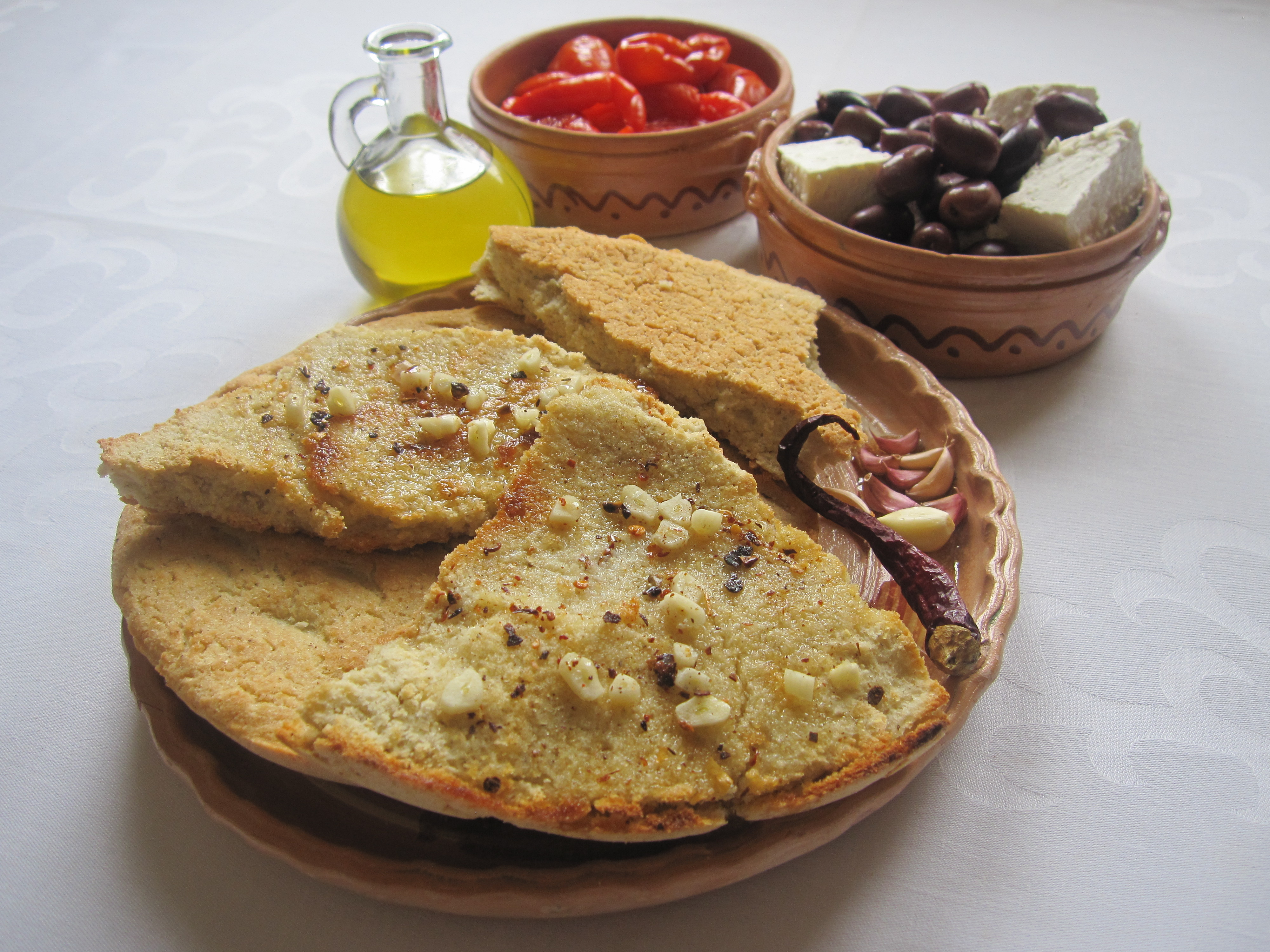
Bukë misri (kukuřičný chléb) je základem albánského stolování.

Albánská kuchyně má středomořský charakter. Vyznačuje se používáním středomořských bylin, jakými je oregano, máta, bazalka, rozmarýn a další, ale také chilli papriček a česneku, to vše při vaření a úpravě masa i ryb. Zelenina se používá v téměř každém jídle.
Zásadním jídlem Albánců je oběd, který se obvykle skládá z gjellë (guláš), hlavní chod z masa, pomalu vařeného s různými druhy zeleniny. K tomu salát z čerstvé zeleniny, jako jsou rajčata, okurky, zelené papriky a olivy. Salát je ochucen solí, olivovým olejem, octem nebo citronovou šťávou.
Ve vysokohorských oblastech je častým pokrmem uzené maso s nakládanou zeleninou. Zvířecí orgány jsou také v kuchyni používány; střeva a hlavy, kromě jiného, jsou považovány za lahůdku. Mléčné výrobky jsou nedílnou součástí kuchyně, obvykle doprovázeny všudypřítomným chlebem a alkoholickými nápoji, jako je např. Raki. Mořské plody jsou běžné v pobřežních městech, jako Drač, Vlora, Skadar a Saranda.

### Sport

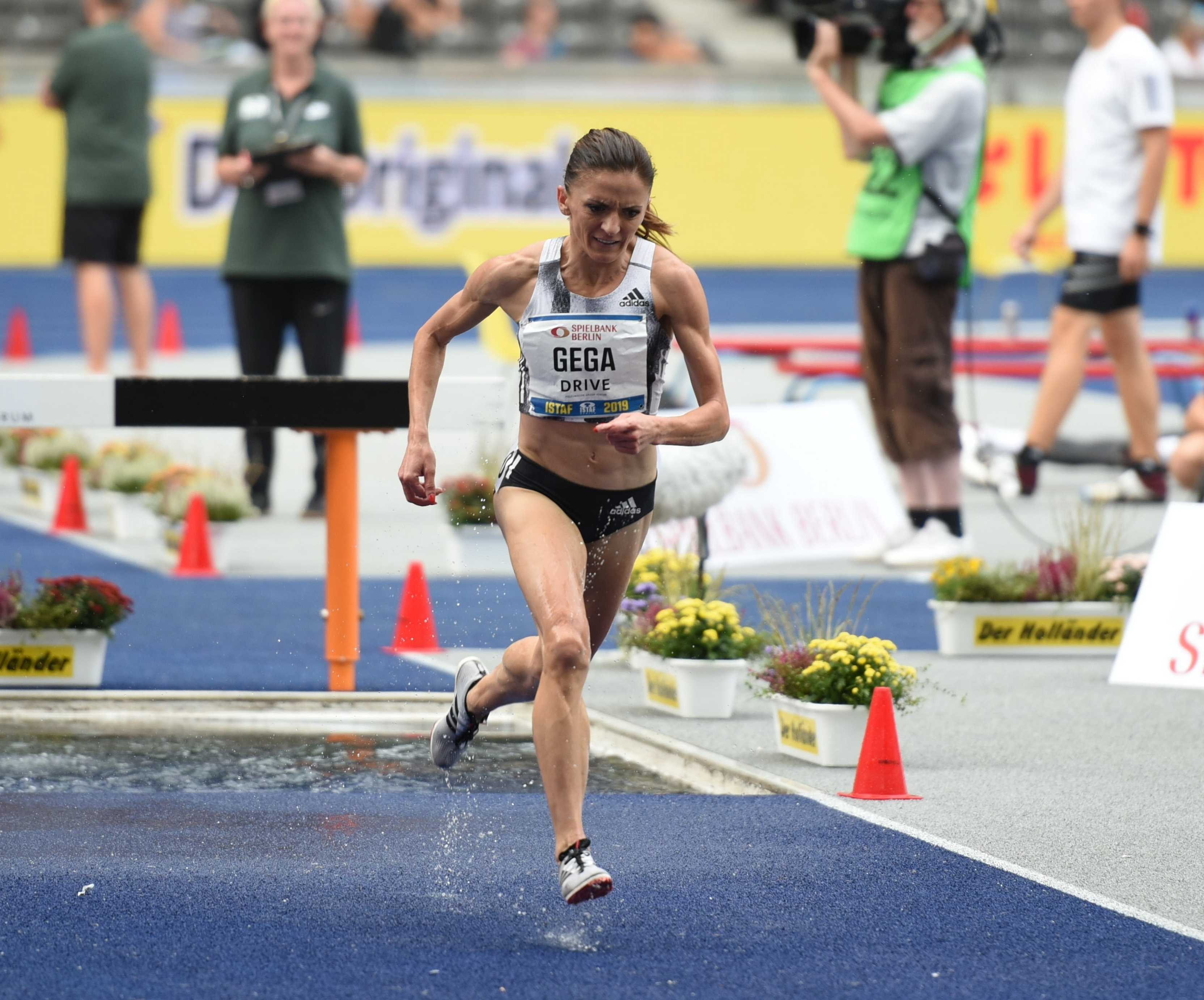
Luiza Gega

Jedním z nejpopulárnějších sportů v Albánii je vzpírání. Albánští vzpěrači získali na evropském šampionátu celkem 18 medailí, z nichž dvě byly zlaté, 7 stříbrných a 9 bronzových. Zlato získal v roce 2014 Erkand Qerimaj a roku 2018 Briken Calja.
Nejúspěšnějším albánským atletem všech dob je běžkyně na 3000 metrů Luiza Gega, která v Mnichově roku 2022 získala titul evropského šampióna, vůbec první pro Albánii. Má též stříbro z mistrovství Evropy 2016. Již na dvou olympijských hrách byla vlajkonoškou albánské výpravy, roku 2016 i v roce 2021. Izmir Smajlaj je halovým mistrem Evropy ve skoku dalekém z roku 2017.

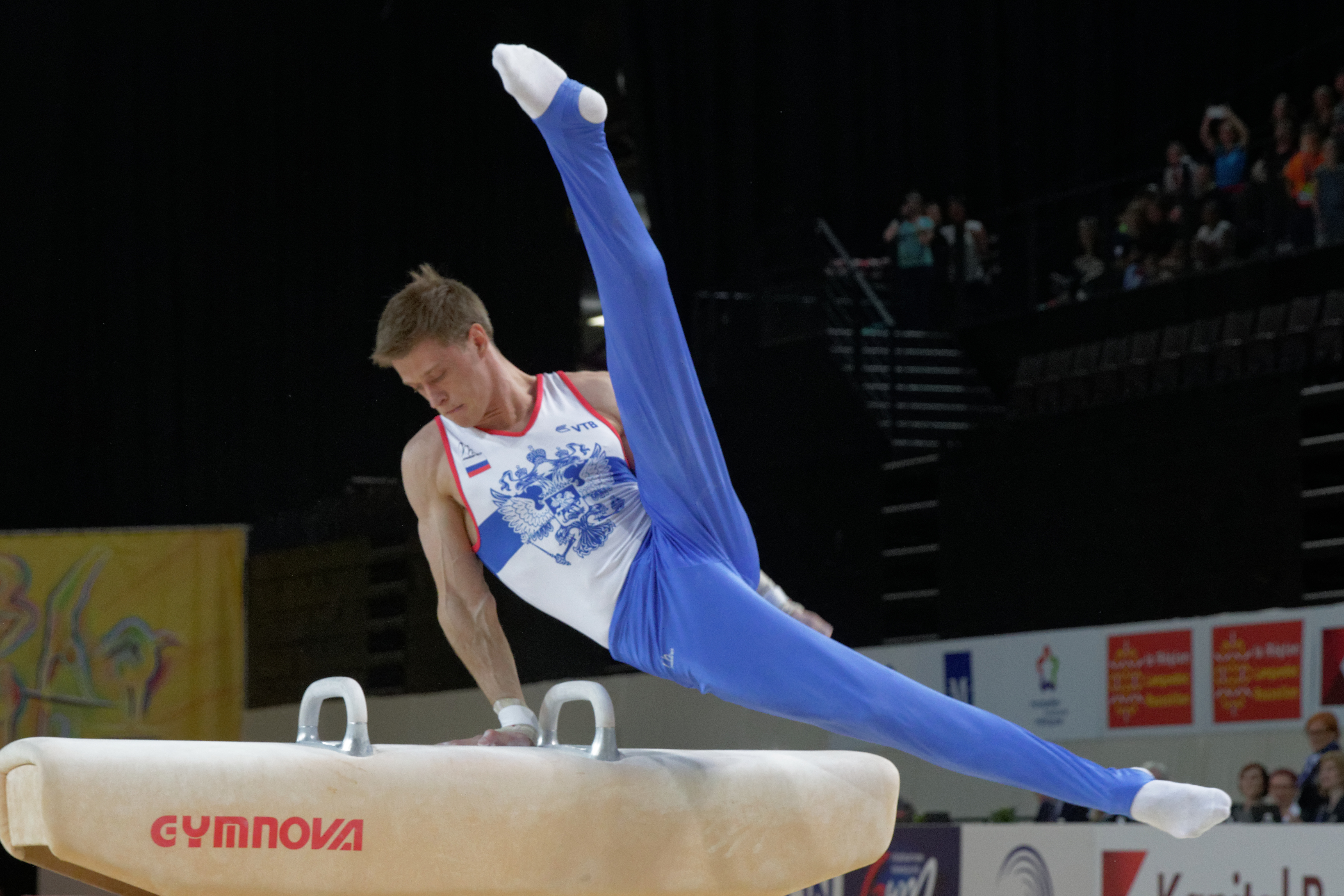
Matvei Petrov

Střelkyně Elizabeta Karabolli, Ermira Dingu a Lindita Kodra jsou mistryněmi Evropy. Matvei Petrov, Rus reprezentující od roku 2018 Albánii, pro ni v roce 2020 získal titul mistra Evropy v disciplíně kůň našíř. Zajímavostí je, že Petrov žije a trénuje v Praze, jako člen klubu SK Hradčany.
Albánská fotbalová reprezentace se v roce 2016 poprvé ve své historii probojovala na mistrovství Evropy. Dosáhla zde i svého prvního vítězství (nad Rumunskem 1-0). Podruhé se evropského šampionátu zúčastnila v roce 2024.
Ženský volejbalový oddíl Dinama Tirana dvakrát vybojoval třetí příčku v Lize mistryň CEV (1979/80, 1989/90), nejprestižnější klubové soutěži Evropy. Ženská volejbalová reprezentace vyhrála v roce 1987 volejbalový turnaj Středomořských her. Na stejných hrál braly zlato i albánské basketbalistky.